# Zwergseeschwalbe
Die Zwergseeschwalbe (Sternula albifrons, Syn.: Sterna albifrons) ist eine Vogelart aus der Unterfamilie der Seeschwalben (Sterninae) innerhalb der Familie der Möwenverwandten (Laridae). Sie ist eine der kleinsten Seeschwalben und größtenteils grauweiß gefärbt, wobei der Kopf ein schwarzes Muster aufweist und der Schnabel zur Brutzeit gelb, sonst dunkler ist. Das Brutgebiet der Art umfasst Teile Europas, Nord- und Westafrikas, Asiens, Australiens sowie Ozeaniens, wobei sie ausschließlich an Gewässern verschiedener Art lebt. Wenngleich es sich bei den meisten Beständen um Weitstreckenzieher handelt, die fernab ihrer Brutareale im tropischen Afrika, Asien und Australasien überwintern, gibt es auch Standvogelpopulationen. Es werden zwischen drei und fünf Unterarten anerkannt. Die Zwergseeschwalbe gilt weltweit als nicht gefährdet, wenngleich die Bestände zurückgehen. In Deutschland ist sie vom Aussterben bedroht.

## Merkmale

### Allgemeine Kennzeichen

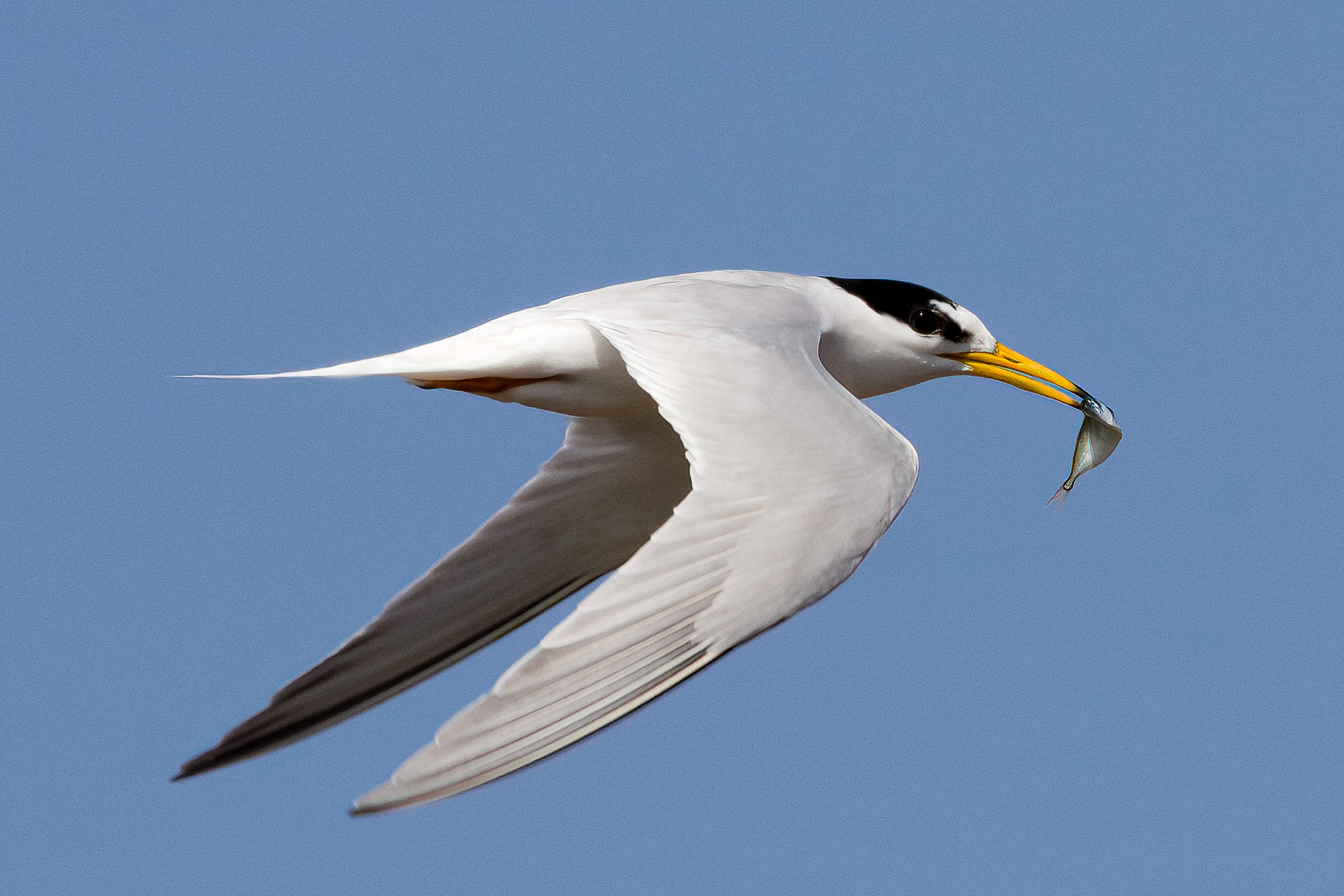
Flugaufnahme einer Zwergseeschwalbe (ssp. sinensis) im Prachtkleid (Shoalhaven Heads, Australien)

Die Zwergseeschwalbe gehört zusammen mit der Antillenseeschwalbe und der Orientseeschwalbe zu den kleinsten Seeschwalben. Dabei erreicht sie in etwa die Größe eines Sandregenpfeifers und die Hälfte der Größe einer Brandseeschwalbe. Es besteht nahezu kein Sexualdimorphismus. Die Art hat einen verhältnismäßig großen Kopf sowie einen langen, dünnen Schnabel, dessen Länge ungefähr der des Kopfes entspricht. Bei Individuen aus dem Mittelmeergebiet und dem Nahen Osten ist der Schnabel durchschnittlich schmaler als bei solchen aus Nordwesteuropa. Im Sitzen wirkt der Vogel kompakt und der Oberkopf erscheint flach, während der Schnabel horizontal gehalten wird. Die Beine sind relativ kurz. Der Schwanz ist im Vergleich zu anderen Seeschwalben ebenfalls eher kurz und misst zur Brutzeit etwa das 1,2- bis 1,5-fache der Flügelbreite an deren Basis. Er ist deutlich gegabelt, allerdings fehlen ihm im Gegensatz zu anderen Seeschwalben wie der Fluss- oder Küstenseeschwalbe auffallend lange Schwanzspieße. Zur Brutzeit enden die Flügelspitzen knapp hinter der Schwanzspitze, im restlichen Jahr ragen sie über diese hinaus (Handschwingenprojektion).

### Maße und Gewicht
Bei der Nominatform (S. a. albifrons) beträgt die Länge etwa 22–24 cm und die Flügelspannweite rund 48–55 cm. Die Flügel sind Messungen westeuropäischer, skandinavischer und sibirischer Individuen zufolge bei adulten Männchen durchschnittlich 17,7 cm, bei adulten Weibchen etwa 17,5 cm und bei juvenilen Vögeln rund 16,8 cm lang. Selbige Messungen ergaben bei adulten Männchen und Weibchen sowie bei Jungvögeln eine Schnabellänge von durchschnittlich 30 mm, 29 mm bzw. 25 mm. Die Tiefe der Schwanzgabelung betrug etwa 41 mm, 33 mm bzw. 16 mm. Bei schottischen und niederländischen Männchen wurde ein Gewicht von 50–63 g gemessen. In New South Wales (Australien) zwischen November und Mai, also im Südsommer gefangene Individuen hatten ein Gewicht von 39–56 g, eine Flügellänge von durchschnittlich 17,4 cm und eine Schnabellänge von etwa 30 mm.

### Flugweise
Der Flug der Zwergseeschwalbe ist meist sehr eilig und zielstrebig mit schnellen, schwungvollen Flügelschlägen, wodurch sie sehr energisch und beinahe aggressiv wirkt. Dabei fallen der schnittige, schlanke, etwas vorderlastige Körperbau und die schmalen, spitzen Flügel mit lichtdurchlässigen Schwungfedern auf. In der Brutzeit fliegen adulte Zwergseeschwalben manchmal etwas langsamer und ruhiger. Frisch flügge gewordene Individuen erinnern im Flug durch die stumpferen, runderen Flügelspitzen sowie die unbeholfene und flatternde Flugweise an blass gefärbte Sandregenpfeifer.

### Adulte Vögel

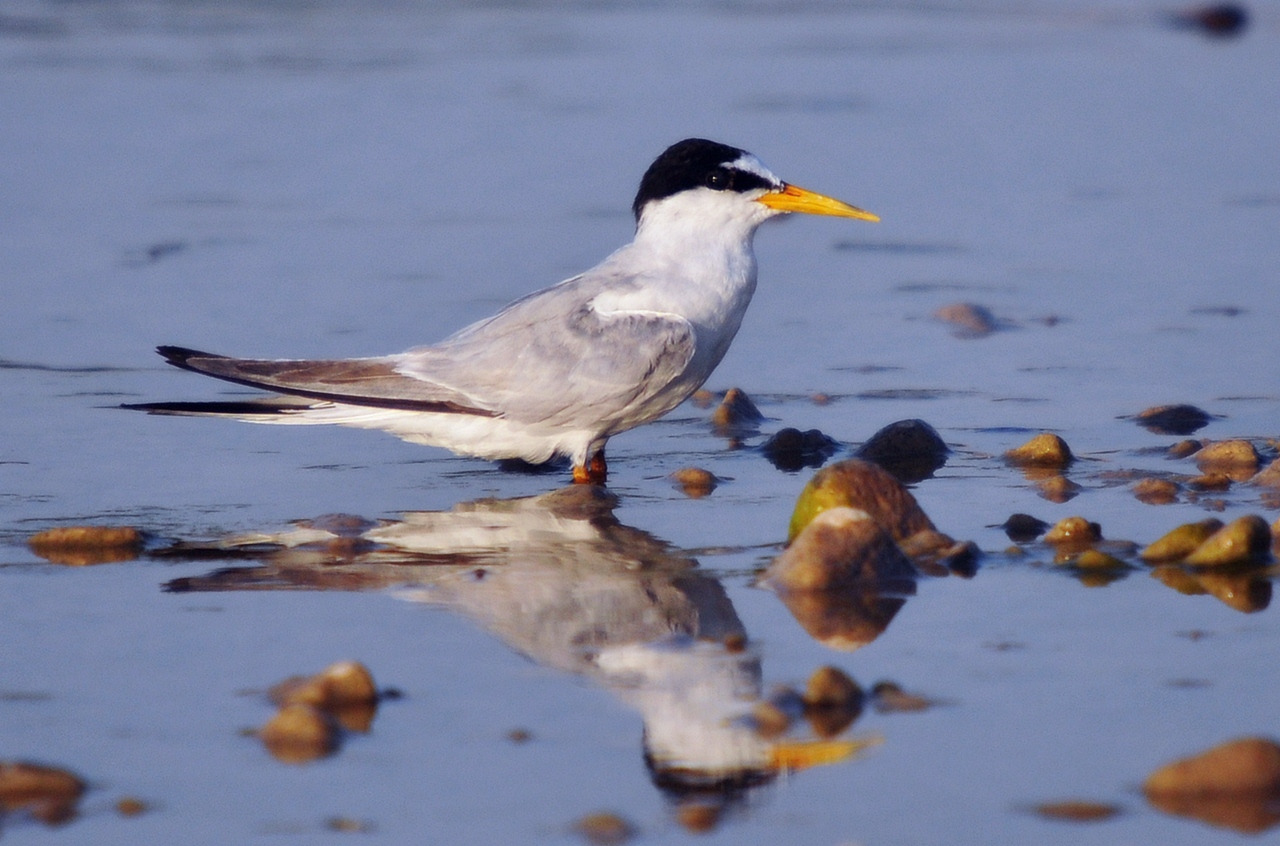
Zwergseeschwalbe im Prachtkleid ohne schwarze Schnabelspitze

Im Prachtkleid besitzen Altvögel einen schwarzen Scheitel, der in der Mauser von Juli bis August im Anschluss an die Brutzeit meist weiße Flecken hat, und einen schwarzen Zügelstreif, der bei Männchen stärker ausgeprägt ist und sich zum Auge hin verbreitert. Die weiße Färbung der Stirn verengt sich zum Auge hin dreiecksförmig. Der Schnabel ist an der Oberkante leicht nach unten gebogen und bei der Nominatform zur Brutzeit in der Regel gelb mit schwarzer Spitze. Bei manchen Individuen fehlt die schwarze Schnabelspitze, am häufigsten ist dies in den Populationen Südeuropas, Afrikas und des Nahen Ostens der Fall. Der Rücken ist blass bläulichgrau gefärbt, wobei die Flügel durch die weißlichen Federbasen der Hand- und Armschwingen etwas heller erscheinen. Außerdem verleihen die äußeren zwei, seltener ein oder drei Handschwingen der Flügeloberseite eine dunkelgraue bis schwarze Kante, die allerdings insbesondere bei sitzenden Vögeln oft schwer zu erkennen ist. Der Bürzel ist blasser grau als der Rücken, was bei der Nominatform in das reine Weiß des Schwanzes übergeht. Die Unterseite der Vögel ist weiß, manchmal mit leicht gräulicher Tönung. Die Beine sind gelb bis gelblich-orange, wobei die Färbung zur Brutzeit am intensivsten ist.

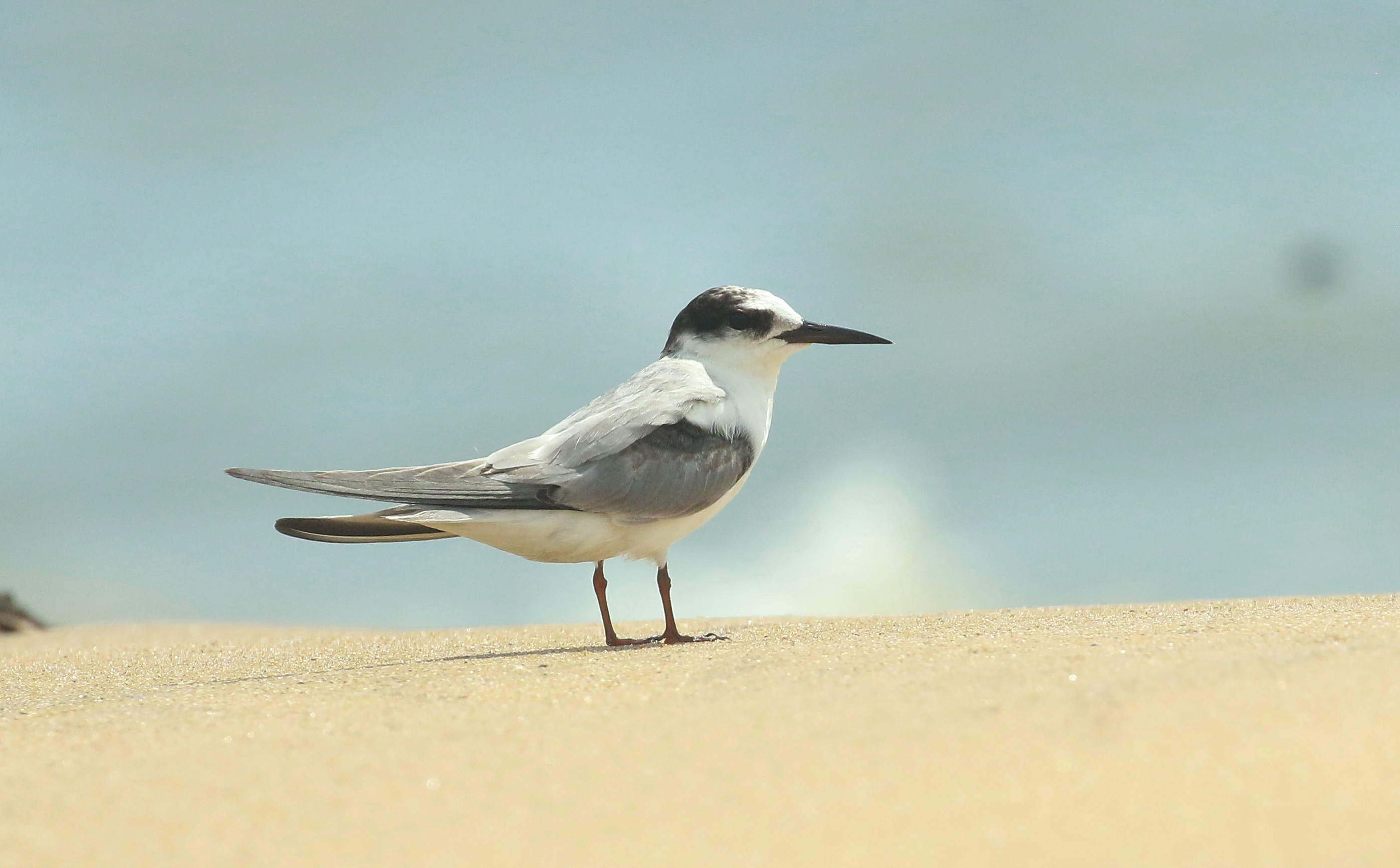
Zwergseeschwalbe im Schlichtkleid

Altvögel im Schlichtkleid weisen eine matte, gräulich-schwarze Gesichtsmaske auf, die sich geringfügig vom weiß gesprenkelten Scheitel abhebt. Vor dem Auge befindet sich ein schwarzer Fleck, ansonsten sind die Zügel wie das restliche Gesicht weiß. Ab Ende September ist im Schnabel kein Gelb mehr erkennbar und im Mittwinter ist der Schnabel komplett schwarz gefärbt, bis die Gelbfärbung ab Ende Februar zurückkehrt. Ein weiteres Merkmal des Schlichtkleids ist die graue Färbung von Bürzel und Schwanz, die damit genau wie der Mantel getönt sind. Nur die äußeren Steuerfedern bleiben weiß. Zudem sind die Randdecken dunkler als im Prachtkleid. Die Unterseite ist wie im Prachtkleid weiß. Die Beine sind grau oder braun und teilweise mit einer gelblichen Tönung versehen.

### Juvenile und immature Vögel

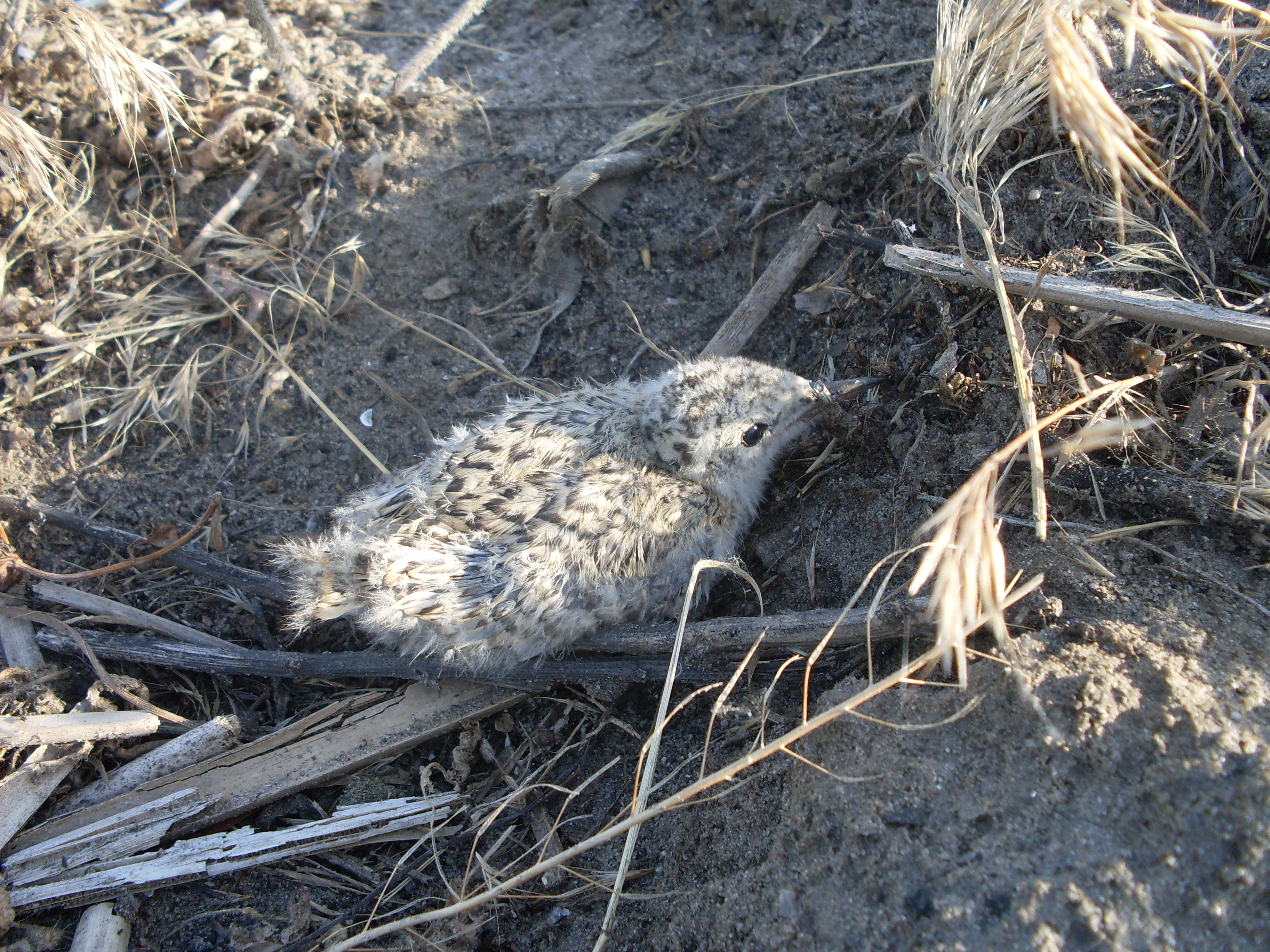
Küken der Zwergseeschwalbe im Dunenkleid (Oblast Tscherkassy, Ukraine)

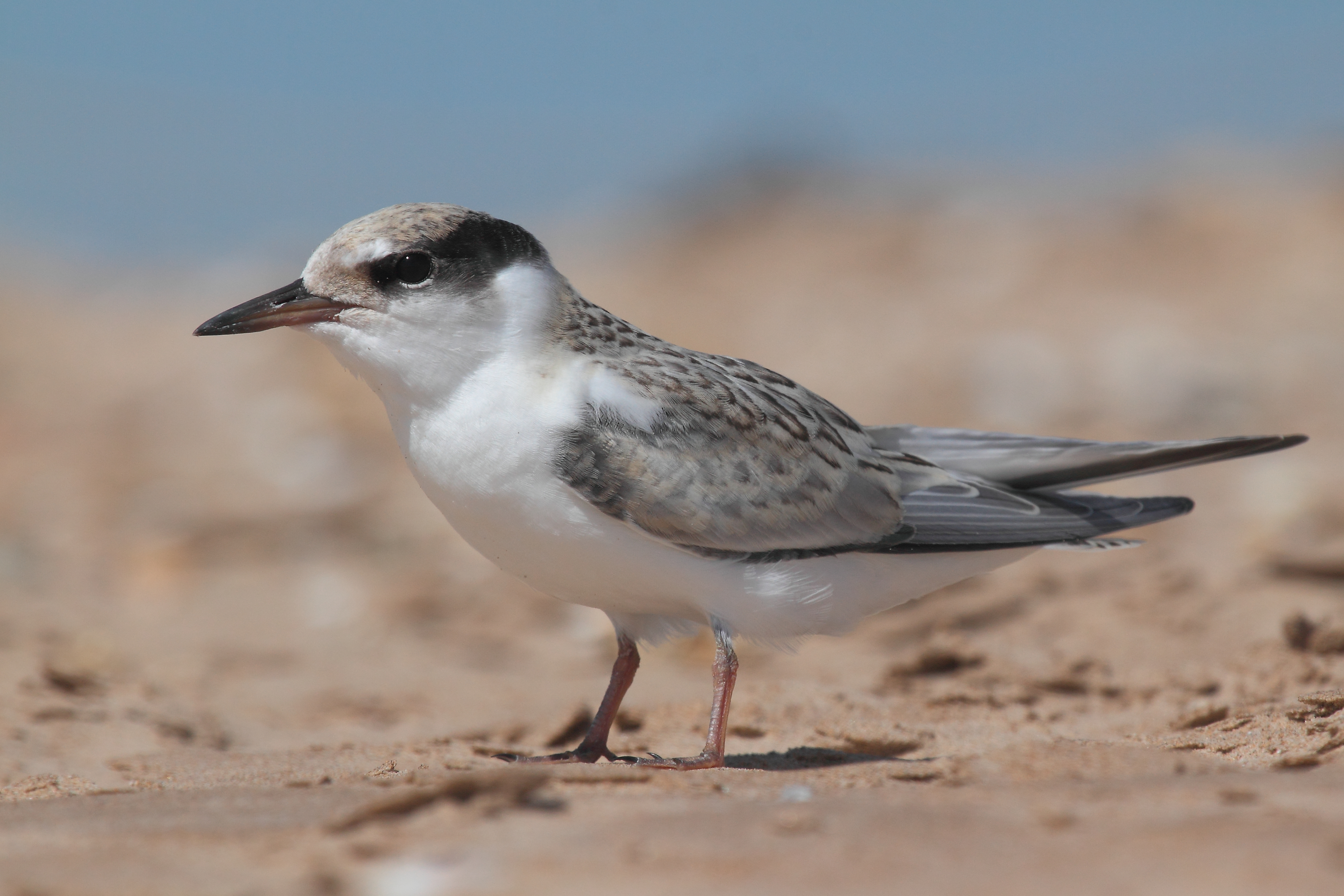
Zwergseeschwalbe (ssp. albifrons) im Jugendkleid (Bucht von Cádiz, Spanien). Auf der Oberseite sind die V-förmigen Flecken deutlich erkennbar.

Bevor Jungvögel der Zwergseeschwalbe im Alter von knapp zwei Jahren ihr erstes Alterskleid anlegen, tragen sie verschiedene weitere Federkleider, die durch die Mauser gewechselt werden. Dazu gehören das Dunenkleid der Küken, das Jugendkleid, das erste Winterkleid, das erste Sommerkleid und das zweite Winterkleid, auf das das adulte Prachtkleid folgt.
Das Dunenkleid von Zwergseeschwalben-Küken ist oberseits sandbraun mit dunklen parallelen Streifen mit variabler Anzahl (oft 2–3), unterseits ist es weiß, wobei die Dunen dünne, haarähnliche Spitzen haben. Durch ihr unscheinbares Gefieder tarnen sich die Küken, um Angreifer nicht auf sich aufmerksam zu machen. Sie haben einen fleischfarbenen Schnabel mit dunkelbrauner Spitze und ebenso fleischfarbene Beine.
Jungvögel im Jugendkleid sind etwas kleiner und kompakter als Altvögel. Scheitel und Stirn sind zunächst gelblich- oder zimtbraun getönt und mit bräunlichgrauen bis schwarzen Streifen versehen, von Juli bis September verfärben sie sich rasch weiß. Vom Augenbereich bis zum Nacken erstreckt sich ein dunkles Band. Aus geringer Entfernung ist ein weißer Augenring erkennbar. Der Schnabel ist bräunlich bis schwarz gefärbt, wobei dessen Basis in variabler Ausprägung blass gelblich ist. Mantel und Rücken sind blass gräulich oder gelblichbraun, durchzogen von dunklen V-förmigen Flecken, die im Spätsommer mauserbedingt durch rein graue Federn ersetzt werden. Im Flug sind die stärker als bei Altvögeln gemusterten, blass grauen Flügel mit rotbräunlicher Tönung und deutlich abgerundeter Spitze erkennbar. Durch die dunkelgrauen Randdecken und äußeren Handschwingen entsteht eine dunkle Kante auf der gesamten Flügellänge. Die inneren Handschwingen und Armschwingen sind heller mit weißen Spitzen. Außerdem werden die Handschwingen von innen nach außen zunehmend dunkler, sodass es im Gegensatz zu den Altvögeln keinen Kontrast zwischen den deutlich dunkleren äußersten und den helleren restlichen Handschwingen gibt. Der Bürzel und die inneren Schwanzfedern sind grau, während die äußeren Schwanzfedern von weißer Farbe sind. Zudem haben die Schwanzfedern schwarze Spitzen, sodass sich ein undeutliches Band ergeben kann. Der Schwanz ist schwächer gegabelt als bei Altvögeln. Die Unterseite und die Brustseiten sind bei weißer Grundfärbung manchmal leicht bräunlich getönt. Die Beine sind sehr variabel gefärbt, meist gräulichgelb, manchmal mit orangem Anflug.
Eine Altersbestimmung, die über die Unterscheidung des Jugendkleids sowie des Schlicht- und Prachtkleids der adulten Vögel hinausgeht, ist meist sehr schwierig und fehleranfällig. Dennoch werden im Folgenden einige Charakteristika der unausgefärbten Kleider, die zwischen dem juvenilen und adulten Stadium angelegt werden, beschrieben: Im ersten Winterkleid haben immature Zwergseeschwalben einen etwas dunkleren Kopf und einen deutlichere dunkle Sprenkelung des Scheitels als Altvögel im Schlichtkleid. Die dunklen Spitzen der Steuerfedern und die dunklen Randdecken des Jugendkleids werden auch im ersten Winterkleid beibehalten, sodass das Flugbild an das des Jugendkleids erinnert und sitzende Vögel durch die Handdeckenfärbung einen charakteristischen, dunklen Handwurzelbalken aufweisen. Der Schnabel ist schwarz und die Beine sind von orangeroter Farbe. Das erste Sommerkleid, das aufgrund früherer Missinterpretationen seines Auftretens auch als portlandica-Phase bezeichnet wird, vereinigt Merkmale des Schlicht- und des Prachtkleids der Altvögel. So variiert insbesondere die Kopffärbung individuell zwischen einer schlichtkleidartigen und einer intermediären Färbung, wobei erstere deutlich häufiger ist. Schnabel und Beine zeigen in den meisten Fällen bereits eine gelbliche Tönung und der Scheitel enthält häufig einige schwarze Elemente. Vögel in diesem Kleid zeigen in den Flügeln zudem weiterhin Merkmale des Jugendkleids, und zwar die dunkelgraue Färbung der Randdecken, die grau gefärbten großen Handdecken und die gräulichen äußeren Handschwingen. Ferner werden im frühen Sommer die zentralen Handschwingen gemausert, sodass zwischen den frischen, blasseren inneren sowie den abgetragenen, dunkleren äußeren Handschwingen eine Einbuchtung entsteht. Im zweiten Winterkleid sind Zwergseeschwalben schließlich fast nicht mehr von Altvögeln im Schlichtkleid zu unterscheiden. Allerdings haben sie meist einen etwas stärkeren Kontrast zwischen den frischen inneren und abgetragenen äußeren Handschwingen sowie manchmal noch einen dunklen Balken auf den Randdecken.

### Mauserverhalten

Die Animation zeigt die Handschwingenmauser adulter Zwergseeschwalben der Nordhalbkugel im Jahresverlauf nach Chandler & Wilds 1994. Die gewählten Farbtöne spiegeln nicht die tatsächliche Federfärbung wider und es wird von einer gleichmäßigen Mausergeschwindigkeit und Verdunklung durch Federabnutzung ausgegangen, was nicht der Realität entspricht.

Das Mauserverhalten der Zwergseeschwalbe ist sehr komplex, was sich vor allem in den unterschiedlichen Mauserstadien der Handschwingen zeigt.
Altvögel mausern zweimal jährlich: Vom Pracht- zum Schlichtkleid findet eine Vollmauser statt, die hauptsächlich in Rastgebieten kurz vor dem Herbstzug stattfindet. Zunächst beginnt die Mauser des Kopf- und Körpergefieders Mitte Juli, wobei als Erstes der schwarze Scheitel gemausert wird und sich der Schnabel verdunkelt. Bereits Anfang September konnten nahe den Überwinterungsgebieten Individuen im Schlichtkleid beobachtet werden. Parallel dazu werden von Ende Juni bis Dezember alle Handschwingen von innen nach außen erneuert. Im Oktober setzt ein zweiter Mauserzyklus ein, bei dem bis April sieben bis neun Handschwingen gemausert werden. Die Mauser der Steuerfedern findet ebenfalls vom späten Sommer bis in den Winter hinein statt und läuft von innen nach außen ab, wobei die äußerste Feder manchmal vor den mittleren erneuert wird. Die Randdecken werden ab Anfang August ersetzt.
Beim Übergang zum Prachtkleid von Ende Februar bis Anfang April wird nur eine Teilmauser durchgeführt, die das Kopf- und Körpergefieder, die Flügeldecken und einige Steuerfedern umfasst. Von Februar bis April kommt es zu einem dritten Mauserzyklus der Handschwingen, die zusammen mit dem zweiten Zyklus zu Beginn der Brutzeit abgebrochen wird, wenn meist zwei bis vier Federn gemausert wurden. Diese Mauserunterbrechung ist eher untypisch für Seeschwalben der Westpaläarktis, wenngleich sie auch bei der Antillenseeschwalbe, der Orientseeschwalbe, der Rosenseeschwalbe und Sumpfseeschwalben vorkommt. Durch die verschiedenen Mauserstadien der Handschwingen entsteht die charakteristische Flügelkante, da die letzte Mauser der äußersten Handschwingen zur Brutzeit fünf bis sieben Monate zurückliegt und diese damit dunkler sind, während die inneren verhältnismäßig frisch gemausert und damit heller sind. Nach dem erneuten Einsetzen der ersten Mauserfolge Ende Juni sind teils vier Federgenerationen gleichzeitig vertreten.
Bei Jungvögeln gibt es neben der Mauser vom Dunen- ins Jugendkleid eine weitere Vollmauser ins erste Winterkleid. Diese beginnt im späten Juli mit den Schulter-, Mantel- und Rückenfedern, von denen im August durchschnittlich 50 bis 75 % ersetzt sind. Damit gibt es auf der Oberseite im frühen Herbstzug meist zwei Federgenerationen, wenngleich bis Mitte September noch vereinzelt Individuen im ungemauserten Jugendkleid anzutreffen sind. Die Mauser setzt sich von August bis September mit dem Kopf- und restlichen Körpergefieder fort, wobei auch die Schirmfedern und ein Teil der Flügeldecken gemausert wird, sodass das erste Winterkleid meist ab September oder Oktober getragen wird. Anschließend werden noch von Ende September bis Dezember die Schwung- und Steuerfedern jeweils von innen nach außen ersetzt. Bei den Handschwingen finden im darauffolgenden Frühjahr gleichzeitig zwei verschobene Mauserserien statt, die von April bis Mai bei der siebten bis achten bzw. bei der dritten bis fünften Handschwinge abgebrochen werden. Manchmal beginnt ab Mai eine dritte und im Juli eine vierte Mauserserie der Handschwingen, die zum Beginn des Herbstzugs ungefähr in der Mitte beziehungsweise bei den inneren Federn abgebrochen werden.

### Abgrenzung der Unterarten
Die westafrikanische Unterart guineae kann oft durch die geringere Größe als die der Nominatform und die graue Färbung von Bürzel und Schwanz erkannt werden, wobei die äußerste Steuerfeder weiß ist. Im Prachtkleid fällt zudem die stärkere Ausbreitung des Gelbs am Schnabel auf, sodass die schwarze Schnabelspitze nur undeutlich ist oder ganz fehlt. In manchen Fällen kann diese Unterart allerdings nicht eindeutig von der Nominatform abgegrenzt werden.
Die auf dem indischen Subkontinent, in Ostasien, Australien und Ozeanien brütende Unterart sinensis unterscheidet sich von der Nominatform vor allem durch eine abweichende Färbung des Schwanzes: Während die innersten drei Steuerfedern jeder Seite oft genau wie der Bürzel grau sind, sind die vierte und fünfte Steuerfeder weiß mit grauer Tönung an den Rändern. Die äußerste Steuerfeder ist bei fast allen Individuen komplett weiß sowie meist länger als bei der Nominatform und sogar als bei der Orientseeschwalbe, sodass sich deutlichere Schwanzspieße ergeben. Bei den ostasiatischen und australischen Populationen dieser Unterart sind Bürzel und Schwanz jedoch häufig komplett weiß, sodass diese Individuen eher der Nominatform ähneln. Weitere Erkennungsmerkmale der Unterart sinensis sind eine deutliche, bis zu 6 mm lange schwarze Schnabelspitze im Prachtkleid, weißliche Federschäfte der Handschwingen sowie ein Körperbau und eine Größe, die an die Australseeschwalbe und die Amazonasseeschwalbe erinnern.

### Abgrenzung von ähnlichen Arten

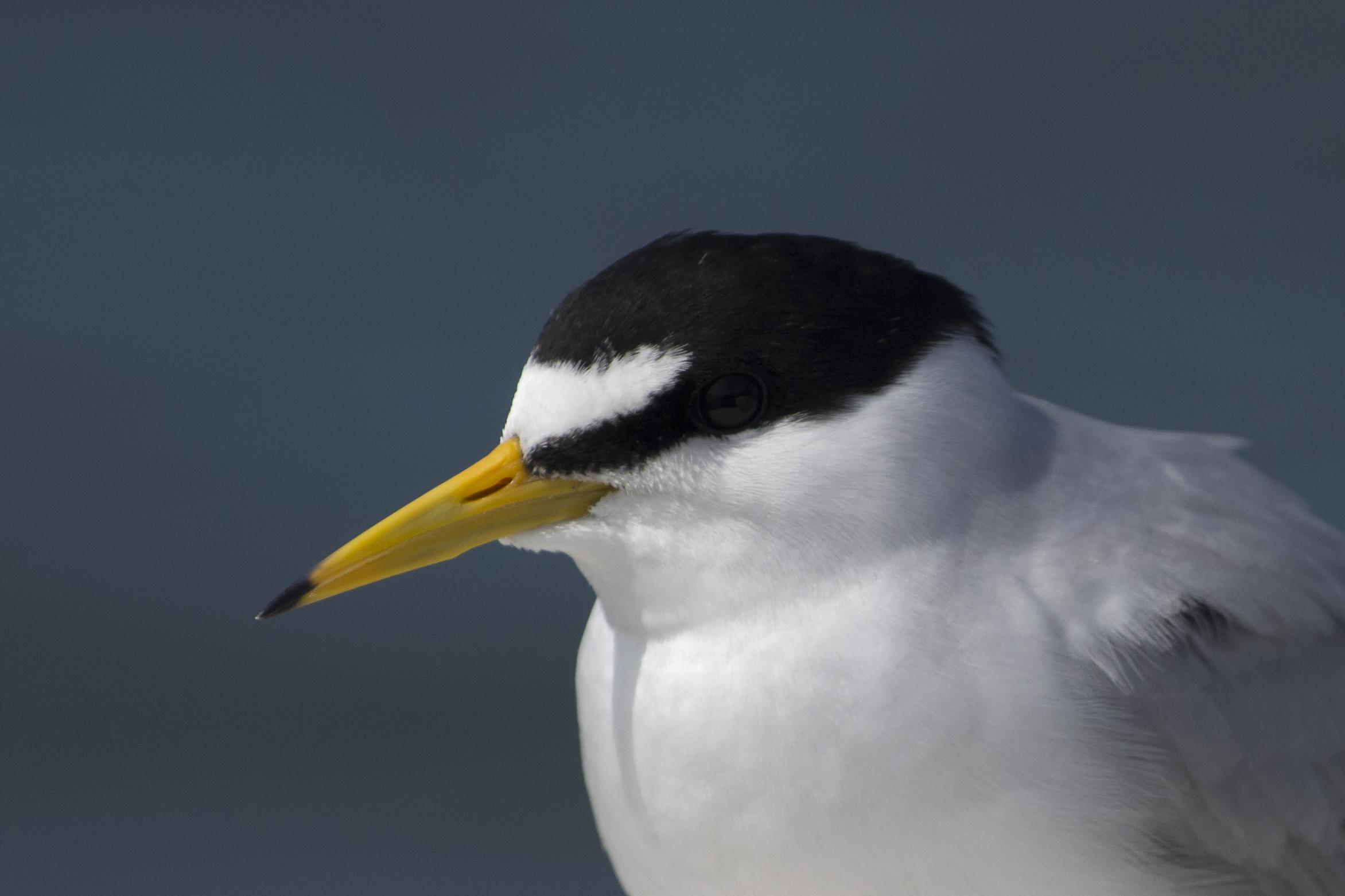
Kopfporträt einer Antillenseeschwalbe im Prachtkleid (Setauket Harbor, Long Island, USA). Der weiße Stirnfleck ist im Vergleich zur Zwergseeschwalbe von geringerer Ausdehnung.

Die Zwergseeschwalbe ist durch ihre geringe Größe, ihr Verhalten und ihre typische Färbung sehr charakteristisch und kann nur mit wenigen anderen Seeschwalben verwechselt werden, die ebenfalls der Gattung Sternula angehören. Große Schwierigkeiten bereitet die teils nur im Prachtkleid mögliche Abgrenzung zur Antillenseeschwalbe, die an Küsten und Flüssen Nordamerikas brütet sowie in Mittel- und Südamerika überwintert, zur Orientseeschwalbe, die an den Küsten der Arabischen Halbinsel, Ostafrikas, des südlichen Indiens und auf zahlreichen Inseln des Indischen Ozeans brütet sowie auf diesem überwintert, zur Damaraseeschwalbe, die an der südwestafrikanischen Küste brütet und als Teilzieher zur Überwinterung bis an die westafrikanischen Küsten zieht, und zur Australseeschwalbe, die in Australien, Tasmanien, Neukaledonien und auf der neuseeländischen Nordinsel brütet.

#### Unterschiede zur Antillenseeschwalbe

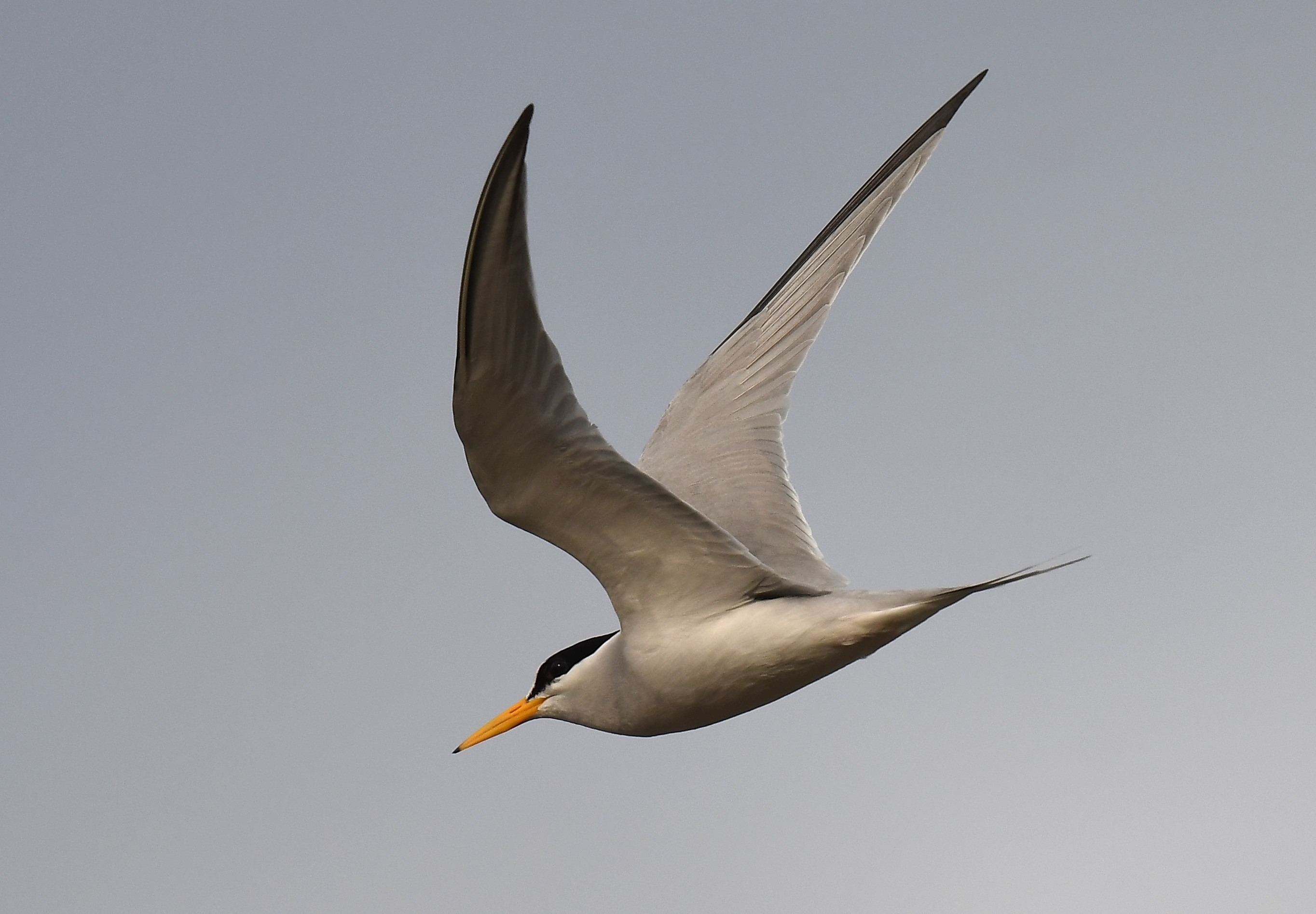
Flugbild einer Antillenseeschwalbe im Prachtkleid (West Alton, Missouri, USA). Der Bürzel ist genau wie der Rücken und die Oberflügel grau.

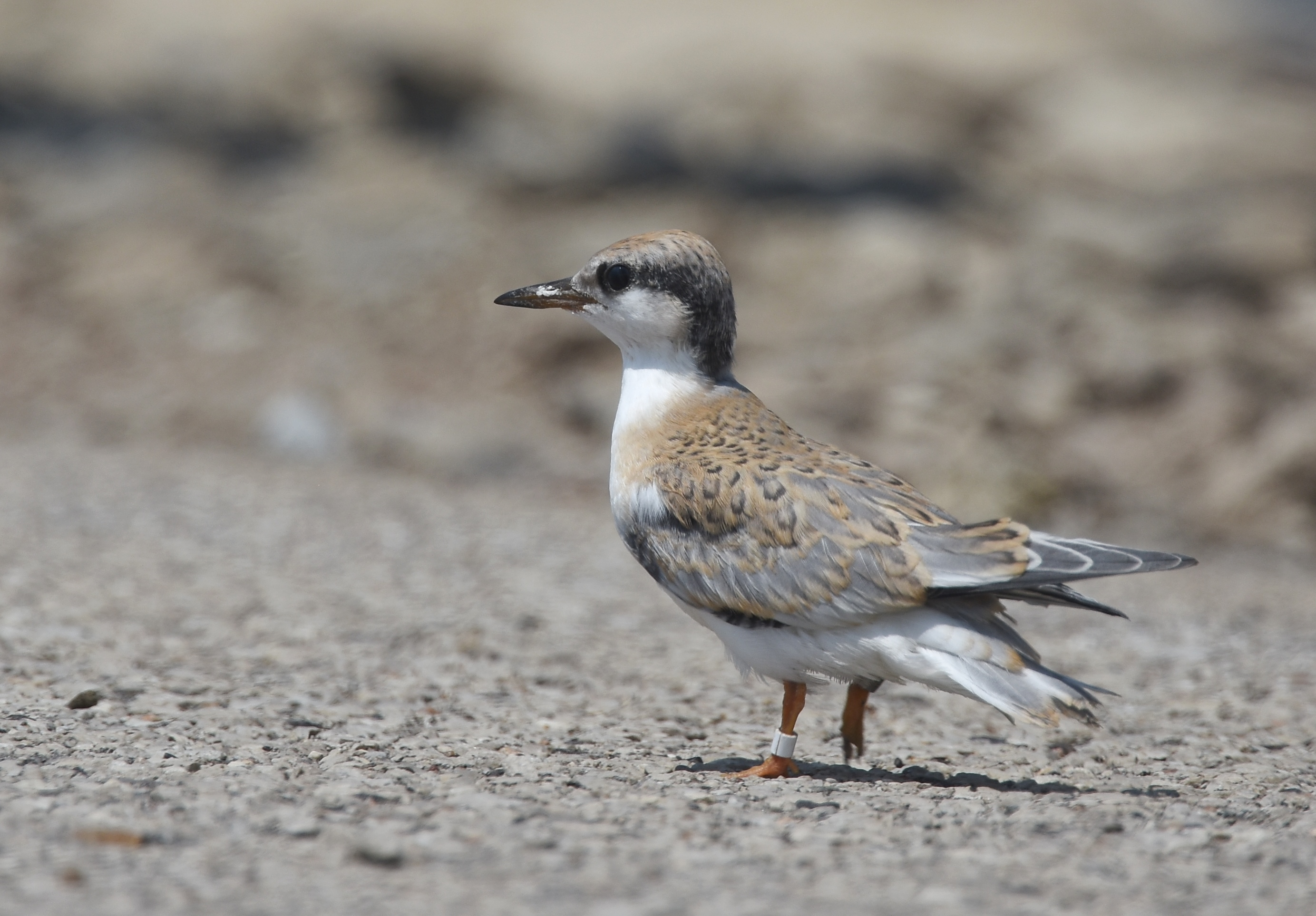
Antillenseeschwalbe im frischen Jugendkleid. Die dunklen Flecken auf der Oberseite sind eher U- als V-förmig (vgl. obiges Bild einer juvenilen Zwergseeschwalbe).

Äußerlich ähneln sich Zwergseeschwalbe und Antillenseeschwalbe sehr, sodass eine Bestimmung anhand äußerer Merkmale anspruchsvoll ist. Letztere ist allerdings geringfügig kleiner, kurzbeiniger und dünnschnäbeliger. Außerdem haben einige Männchen im Prachtkleid einen breiteren Zügelstreif und durchschnittlich einen kleineren weißen Stirnfleck als die Zwergseeschwalbe, wobei dieser in seltenen Fällen auch bei der amerikanischen Art bis hinter das Auge reichen kann. Ferner hat diese Art einen grauen Bürzel und inneren Schwanz; die jeweils äußeren beiden Steuerfedern sind weiß mit grauen Elementen. Dadurch entsteht im Gegensatz zur Zwergseeschwalbe kein deutlicher Kontrast zwischen dem bläulichgrauen Rücken und dem Bürzel. Die Schwanzspieße der Antillenseeschwalbe sind im Allgemeinen stärker ausgeprägt. Des Weiteren tritt bei einigen Populationen dieser Art, besonders zwischen den südlichen USA und der Karibik, häufiger eine gräuliche Tönung der Unterseite auf, als dies bei der Zwergseeschwalbe der Fall ist. Die rötlich-orangen Beine der Antillenseeschwalbe sind manchmal etwas gräulich-gelblicher als bei der Zwergseeschwalbe.
Die Jugendkleider der beiden Arten sehen sich ebenfalls sehr ähnlich, wenngleich das der Antillenseeschwalbe allgemein kontrastreicher gefärbt ist, was sich beispielsweise durch einen breiteren, längeren und dunkleren Handwurzelbalken äußert, der sich bis zur Flügelbeugung erstreckt und der bei sitzenden Vögeln ein auffallendes Merkmal darstellt. Meistens sind die dunklen Flecken auf der Oberseite bei der amerikanischen Art durch eine stärkere Abrundung eher U- als V-förmig sowie breiter und bräunlicher. Der Schnabel ist bei dieser Art oft vollständig schwarz gefärbt.
In den anderen immaturen Kleidern ist eine Unterscheidung der Arten anhand von äußeren Merkmalen nicht möglich.
Deutlich einfacher ist die Unterscheidung von Zwergseeschwalbe und Antillenseeschwalbe anhand ihrer Stimmäußerungen. Die Rufe der Zwergseeschwalbe werden im Abschnitt Stimme beschrieben, daher sind im Folgenden nur die Unterschiede zu denen der Antillenseeschwalbe dargestellt: Der Hauptruf dieser Art besteht immer aus vier Tönen, wobei zwischen dem zweiten und dritten Ton eine kurze Pause liegt und der zweite und vierte Laut betont sind, und kann mit „k’ee-you-hud-dut“, „keedee-cui“ oder „kee-zink kee-zin“ umschrieben werden. Er ist im Vergleich zur Zwergseeschwalbe viel lauter, schriller, klarer und höher und dauert mit 0,45–0,65 s deutlich länger. Die Alarmrufe der beiden Arten unterscheiden sich stark: Die schwächste Version ist bei der Antillenseeschwalbe ein „zwreep“, der mittlere Ruf ähnelt dem der Zwergseeschwalbe, hat aber längere Töne, und die stärkste Abwandlung ist eine scharfe, abgehackte Tonreihe, wobei beim Hassen ein raues Kreischen geäußert wird. Der Balzruf des Weibchens ist bei beiden Arten ähnlich, allerdings ist er bei der Antillenseeschwalbe etwas länger und wird häufiger eingesetzt. Bei dieser Art hat außerdem das Männchen einen eigenen Ruf, eine abgehackte Tonreihe, die es nach der Futterübergabe an das Weibchen von sich gibt. Bei der Jagd sind Individuen dieser Art im Gegensatz zur Zwergseeschwalbe meist still oder äußern einen halben Hauptruf mit nur zwei statt vier Tönen.

#### Unterschiede zur Orientseeschwalbe

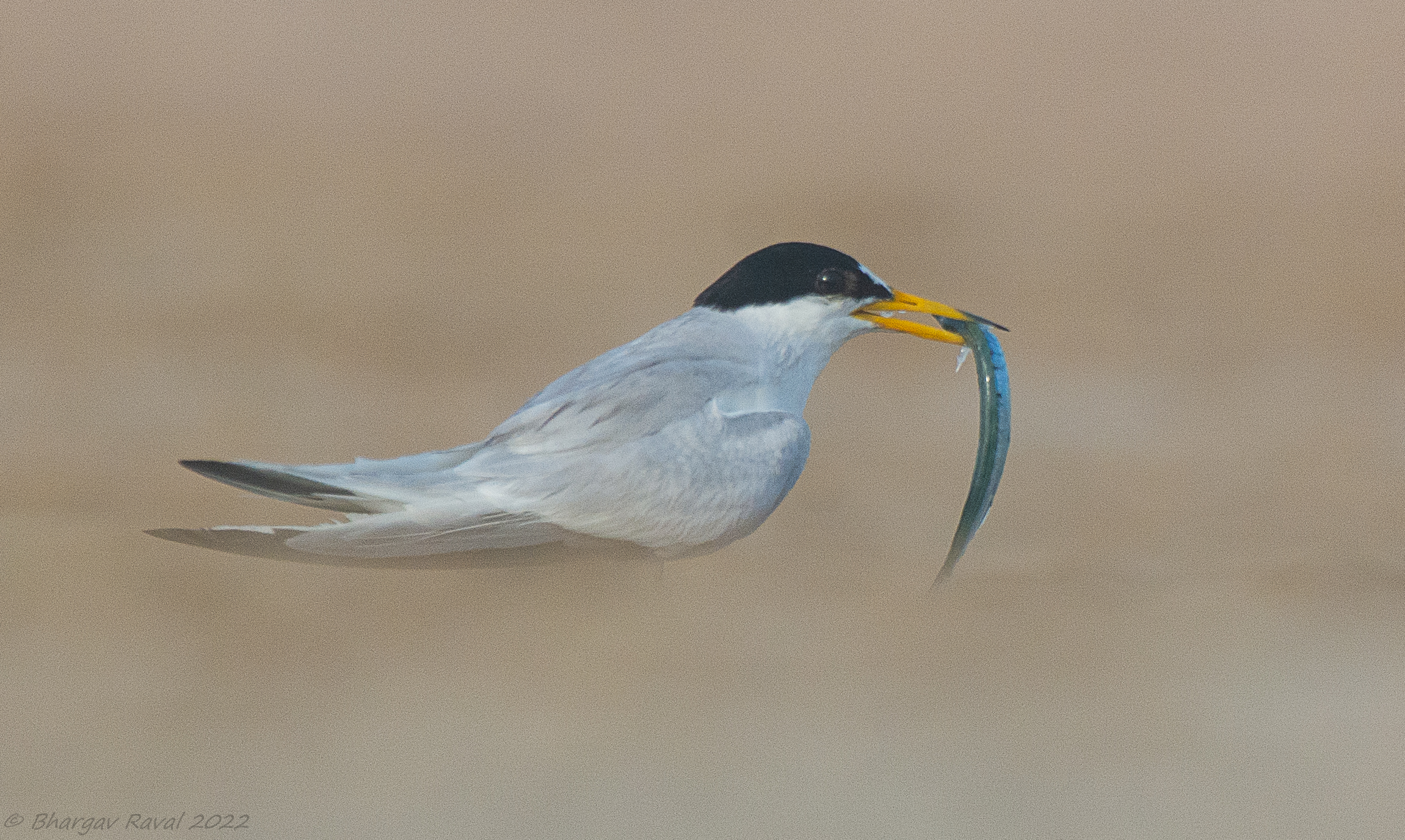
Orientseeschwalbe im Prachtkleid mit gefangenem Fisch. Gut erkennbar ist die geringe Ausdehnung des schwarzen Stirnflecks.

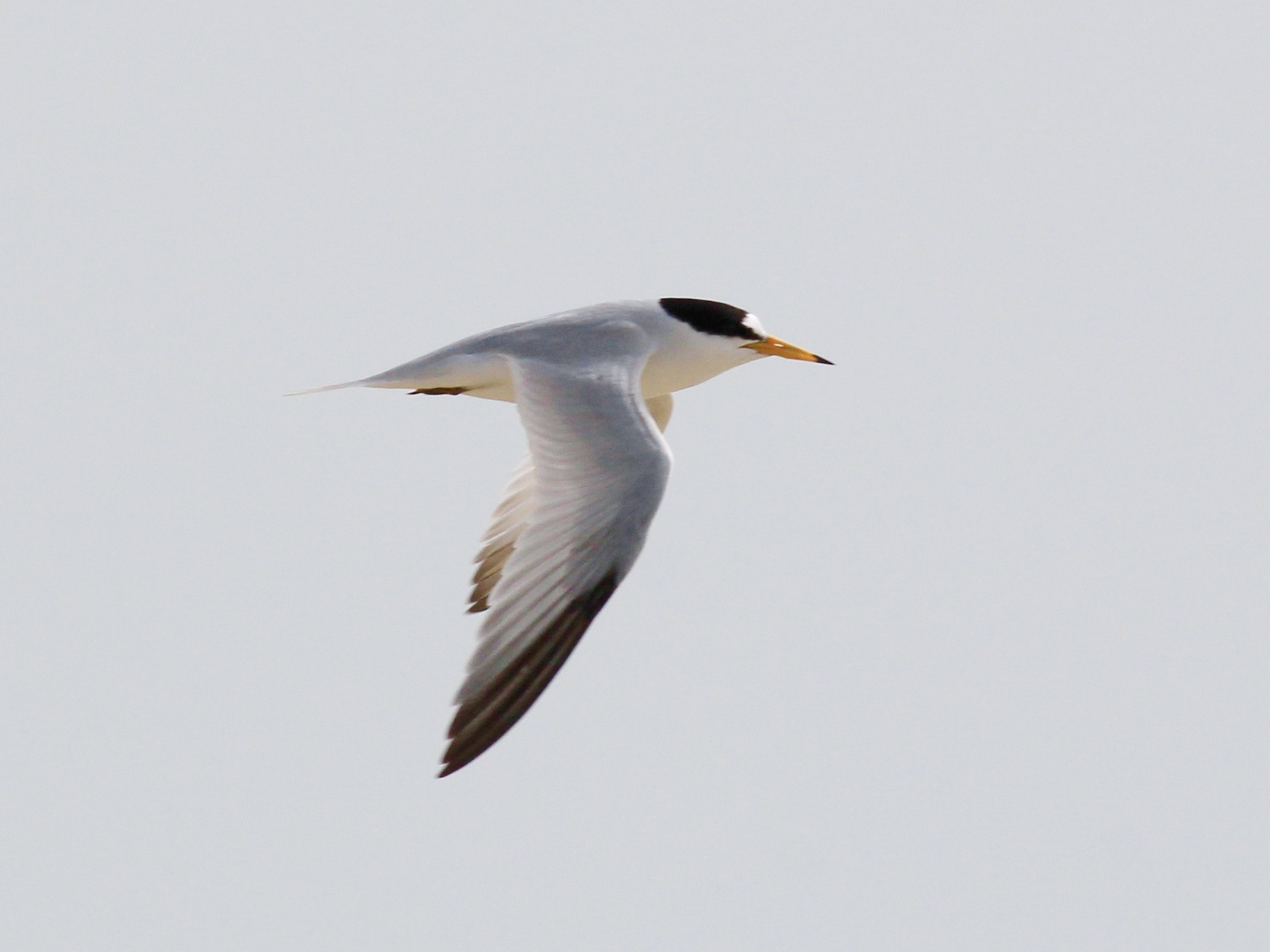
Flugbild einer Orientseeschwalbe im Prachtkleid (Jeddah, Saudi-Arabien) mit typischer sehr dunkler Färbung der äußersten drei Handschwingen.

Die Abgrenzung der Zwergseeschwalbe von der etwas kleineren Orientseeschwalbe gestaltet sich sehr schwierig, da bei vielen Individuen der beiden Arten charakteristische Merkmale nur schwach ausgeprägt sind und Mischformen auftreten. Deshalb können nur Exemplare mit starker Ausprägung aller relevanten Merkmale, die nachfolgend vorgestellt werden, im Prachtkleid sicher bestimmt werden: Zunächst erstreckt sich die weiße Stirnfärbung bei der Orientseeschwalbe im Prachtkleid nicht so weit wie bei der Zwergseeschwalbe und endet bis zu 3 mm vor dem Auge in abgerundeter oder rechteckiger Form, während der Fleck bei der Zwergseeschwalbe normalerweise das Auge erreicht oder etwa 1 mm über diesem aufhört, sodass bei letzterer Art ein angedeuteter weißer Überaugenstreif entsteht. Aufgrund dieses Unterschieds beträgt bei der Zwergseeschwalbe der Abstand zwischen Schnabelbasis und hinterem Ende des Stirnflecks etwa 15–20 mm, bei der Orientseeschwalbe misst er durchschnittlich nur 9–14 mm. Außerdem ist der schwarze Zügelstreif bei der Orientseeschwalbe mit ungefähr 3–6 mm Breite vor dem Auge durchschnittlich etwas stärker ausgeprägt als bei der Zwergseeschwalbe mit etwa 3–4 mm, was allerdings auch innerhalb der Arten geschlechtsspezifischen Differenzen unterworfen ist. Im Schlichtkleid ist die Gesichtsmaske der Orientseeschwalbe ebenfalls durchschnittlich breiter als bei der Zwergseeschwalbe.
Neben der Kopffärbung stellt die Färbung der Oberseite ein weiteres Bestimmungsmerkmal dar: Die Orientseeschwalbe verfügt im Prachtkleid über eine uniform blassgraue Oberseite einschließlich Bürzel und Schwanz (abgesehen von der weißen äußersten Steuerfeder), sodass im Gegensatz zur Zwergseeschwalbe kein Kontrast zwischen einem dunkler grauen Rücken sowie einem weißen Bürzel und zumindest außen weißen Schwanz besteht. Jedoch können Bürzel und Schwanz bei der Orientseeschwalbe kurz nach der Mauser durch weiße Federsäume heller erscheinen und damit eine mögliche Fehlbestimmung fördern. Im Schlichtkleid ist der Rücken der Orientseeschwalbe deutlich dunkler, manchmal sogar dunkler als bei der Zwergseeschwalbe. Überdies hat die Orient- im Vergleich zur Zwergseeschwalbe im Sommer normalerweise noch kürzere Schwanzspieße.
Zur Erleichterung der Bestimmung kann herangezogen werden, dass die drei bis vier äußersten Handschwingen inklusive Federschäften bei der Orientseeschwalbe häufig schwärzlicher gefärbt sind bei gleichzeitig helleren restlichen Flügeln, was eine noch deutlichere Flügelkante hervorruft. Zudem sind bei der Zwergseeschwalbe meist nur zwei Handschwingen dunkel und diese Färbung schließt die Federschäfte nicht mit ein. Die Aussagekraft dieses Merkmals wird allerdings heftig diskutiert, da je nach Mauserstadium auch bei Zwergseeschwalben derartige Kontraste auftreten können. Zumindest in den ostafrikanischen Winterquartieren besteht der Unterschied stets, sodass er zur Bestimmung im Schlichtkleid herangezogen werden kann.
Die Beine der Orientseeschwalbe sind im Prachtkleid olivfarben, rosabraun oder dunkel rötlichbraun bis mittelbraun und damit dunkler als bei der Zwergseeschwalbe. Eine gelbe Färbung findet sich, wenn überhaupt vorhanden, nur an der Fußwurzel und an den Fußsohlen. Die Beinfärbung kann allerdings im Freiland beim sitzenden Vogel durch dessen Schatten oft nur schwer eingeschätzt werden. Die Beine der Orientseeschwalbe sind außerdem im Vergleich zur Zwergseeschwalbe durchschnittlich kürzer.
Das Jugendkleid der beiden Arten ist praktisch identisch, wenngleich bei einigen Jungvögeln der Orientseeschwalbe in Bahrain ein dunklerer Balken auf den Armschwingen beobachtet werden konnte.
Die Stimmäußerungen der beiden Arten unterscheiden sich vermutlich dahingehend, dass die Rufe der Zwergseeschwalbe etwas weicher als die der Orientseeschwalbe klingen. In der Brutzeit kann die Habitatwahl der beiden Arten ein Bestimmungsindiz sein: In Gebieten, wo beide Arten sympatrisch vorkommen, brütet die Zwergseeschwalbe hauptsächlich im Landesinneren, während die Orientseeschwalbe die Meeresküste bevorzugt.

#### Unterschiede zur Australseeschwalbe

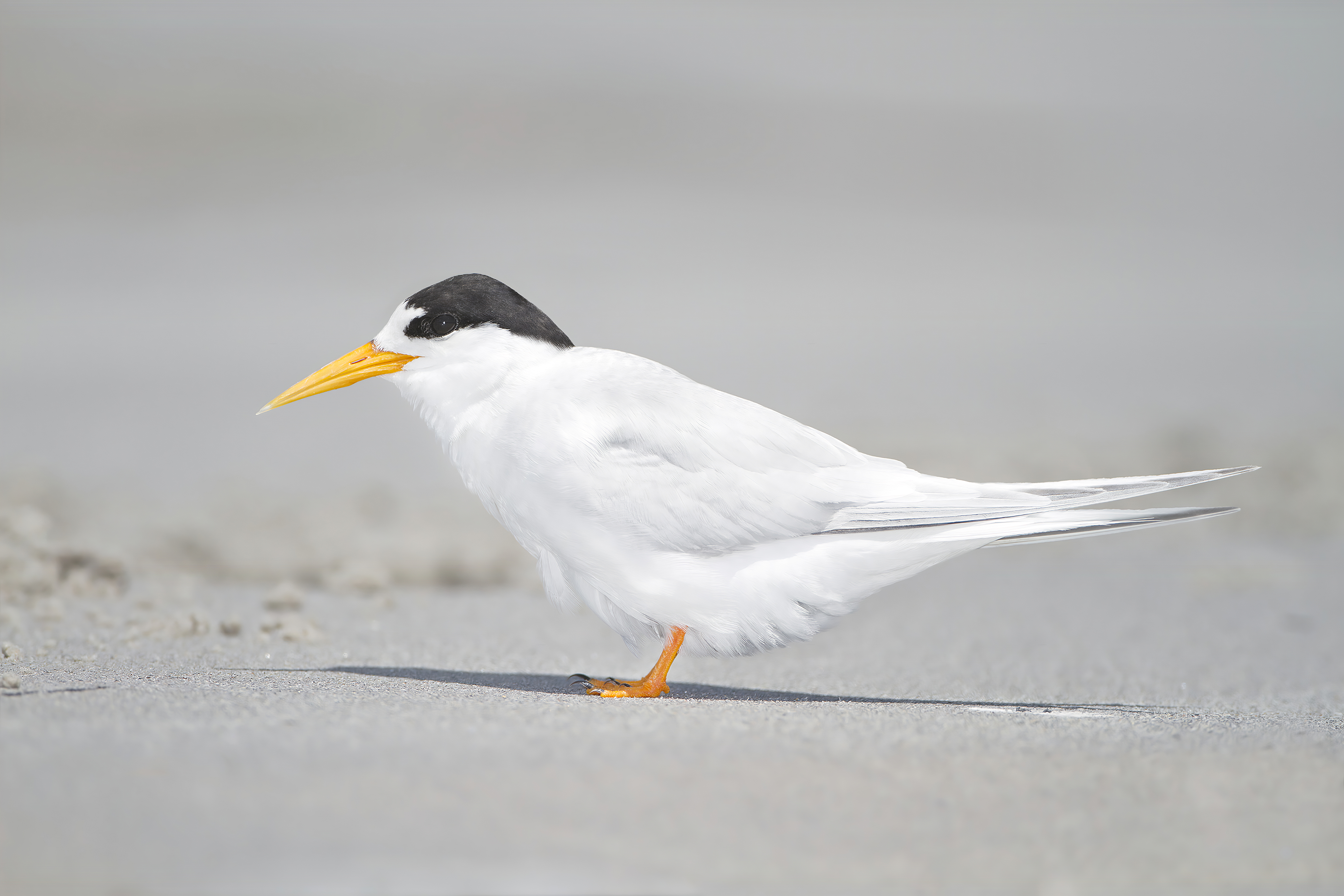
Australseeschwalbe im Prachtkleid (Little Swanport, Tasmanien). Vor allem die charakteristische Kopfzeichnung ist hier bestimmungsrelevant.

Der Körperbau der Australseeschwalbe ist kräftiger und bauchlastiger als der der Zwergseeschwalbe, die Beine sind kürzer, der Schnabel ist etwas dicker und am Oberrand ungebogen. Im Prachtkleid fällt der schwarze Fleck vor dem Auge auf, der deutlich vor der Schnabelbasis endet, womit bei dieser Art im Gegensatz zur Zwergseeschwalbe kein schwarzer Zügelstreif besteht. Außerdem endet die weiße Färbung über dem Auge stumpf und der Schnabel ist stärker orange getönt, ihm fehlt stets eine schwarze Spitze. Im Schlichtkleid verfärbt sich der Schnabel bräunlich und die Schnabelspitze schwarz. Der Scheitel ist schwächer weiß gefleckt als bei der Zwergseeschwalbe. Das Jugendkleid der Australseeschwalbe ähnelt den immaturen Kleidern und dem Schlichtkleid der Zwergseeschwalbe, allerdings ist der schwarze Fleck vor dem Auge kürzer und höher, sodass er teils bis unter die Augenhöhe reicht, und der dunkelbraune Schnabel wird im Gegensatz zur Zwergseeschwalbe nie schwarz.
Während Zwerg- und Australseeschwalbe in den 1950er Jahren noch allopatrisch verbreitet waren, entstanden in der zweiten Hälfte des 20. Jahrhunderts im australischen New South Wales einige sympatrische Brutkolonien. Dort konnten seitdem zunehmend teils erfolgreiche Mischbruten der beiden Arten beobachtet werden, die ebenfalls fruchtbare Nachkommen erzeugten. Dadurch entstandene Hybride sind in der Regel nicht optisch bestimmbar.

#### Unterschiede zur Damaraseeschwalbe

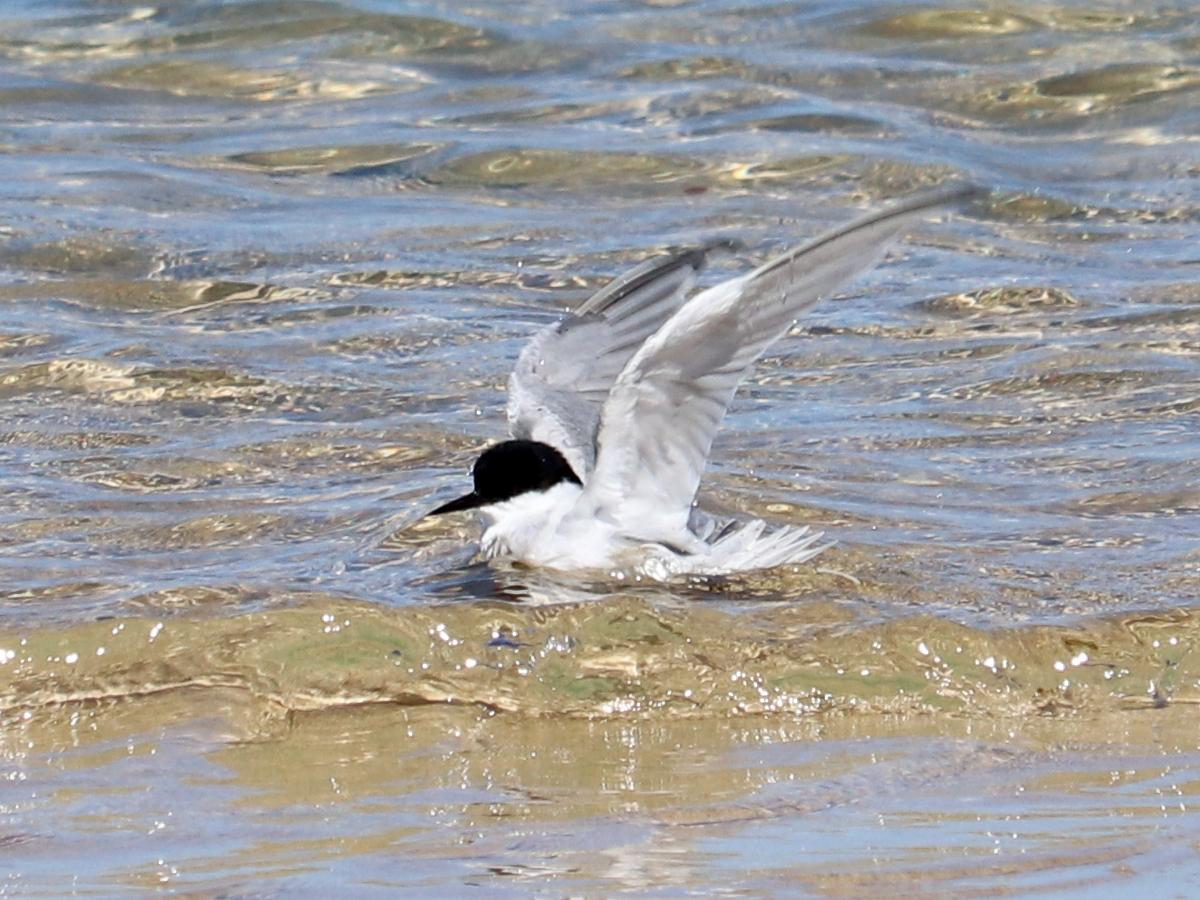
Damaraseeschwalbe im Prachtkleid (Kap Recife, Südafrika).

Die Damaraseeschwalbe hat im Vergleich zur Zwergseeschwalbe einen größeren Kopf und stämmigeren Körperbau. Die Flugweise ist kraftvoller und weniger ruckartig, wobei adulte Vögel im Flug ganzjährig komplett weiß erscheinen. Außerdem verfügt die Damaraseeschwalbe über einen vollständig schwarzen, dünneren, leicht nach unten gebogenen Schnabel mit deutlich erkennbarem Gonys (Höcker am Unterschnabel) und weist im Prachtkleid eine ausgedehntere Schwarzfärbung am Kopf auf, die sich von der Stirn bis zum hinteren Nacken erstreckt und dabei auch bis unter die Augenhöhe reicht. Im Schlicht- und Jugendkleid sind Scheitel und Stirn dagegen heller und weniger gefleckt als bei der Zwergseeschwalbe, wodurch der Augenstreif auffälliger ist; Bürzel und Schwanz sind wie der Mantel gefärbt. Ein Handwurzelfleck ist nur schwach ausgeprägt oder gar nicht vorhanden. Bei Jungvögeln der Damaraseeschwalbe dienen zusätzlich die stärkere braune und rotbraune Fleckung der Oberseite sowie der kürzere Augenstreif, der nicht bis zum Nacken reicht, als Bestimmungsmerkmal.

### Stimme
Das Stimmrepertoire der Zwergseeschwalbe umfasst mehrere Rufe. Die folgenden Beschreibungen beziehen sich auf Beobachtungen der Nominatform in Norfolk (Großbritannien).
Der Hauptruf, der zur Brutzeit häufig von beiden Geschlechtern abgegeben wird, ist recht schnell und undeutlich. Seine Dauer beträgt deutlich unter 0,5 Sekunden. Meist besteht er aus vier, manchmal aus zwei, drei oder fünf Tönen, die fast ohne Pause abgegeben werden und deren letzter am stärksten betont wird. Häufig werden dieselben Töne mehrmals nacheinander wiederholt. Zur sprachlichen Wiedergabe dieses Rufs wurden die Umschreibungen „purriririr“ und „widididit“ vorgeschlagen, wenngleich angemerkt wurde, dass diese den Ruf nicht realitätsgetreu wiedergeben können. Der Ruf wird außerdem als ähnlich dem des Steinwälzers beschrieben. Eine sehr ähnliche Abwandlung dieses Rufs setzen Elterntiere bei der Kommunikation mit ihren Küken ein.
Der Alarmruf der Zwergseeschwalbe wird je nach Situation in unterschiedlicher Intensität geäußert: Die schwächste Form klingt wie „wiik“, die mittlere Form ist ein schnelles, abgehacktes „kit kit kit“ und die stärkste Form, die beim Hassen auf Eindringlinge in Nestnähe geäußert wird, ist ein aufgeregter, schnatternder Ruf. Dieser enthält ein raues „bzzz“, das beim Anfliegen des Feindes ausgestoßen wird.
Ein weiterer, relativ selten geäußerter Ruf, der ausschließlich vom Weibchen bei der Balz abgegeben wird, wenn es vom Männchen erbeutete Nahrung annehmen möchte, kann mit „wu-du-du“ beschrieben werden.
Bei der Jagd wiederholen männliche Zwergseeschwalben Rufe häufig in einer bestimmten Reihenfolge: Beim Herabstoßen auf ein Beutetier wird ein Ruf mit nur einem Ton geäußert, der dem schwächsten Alarmruf ähnelt und der als Fischfangruf bezeichnet wurde; nach erfolgreichem Fang ertönt ein zweitöniger Hauptruf und beim Rückflug zum Weibchen ein bis zu fünftöniger, sehr schneller Hauptruf, der häufig vom Weibchen ebenfalls mit einem Hauptruf beantwortet wird.

## Verbreitung und Wanderungen

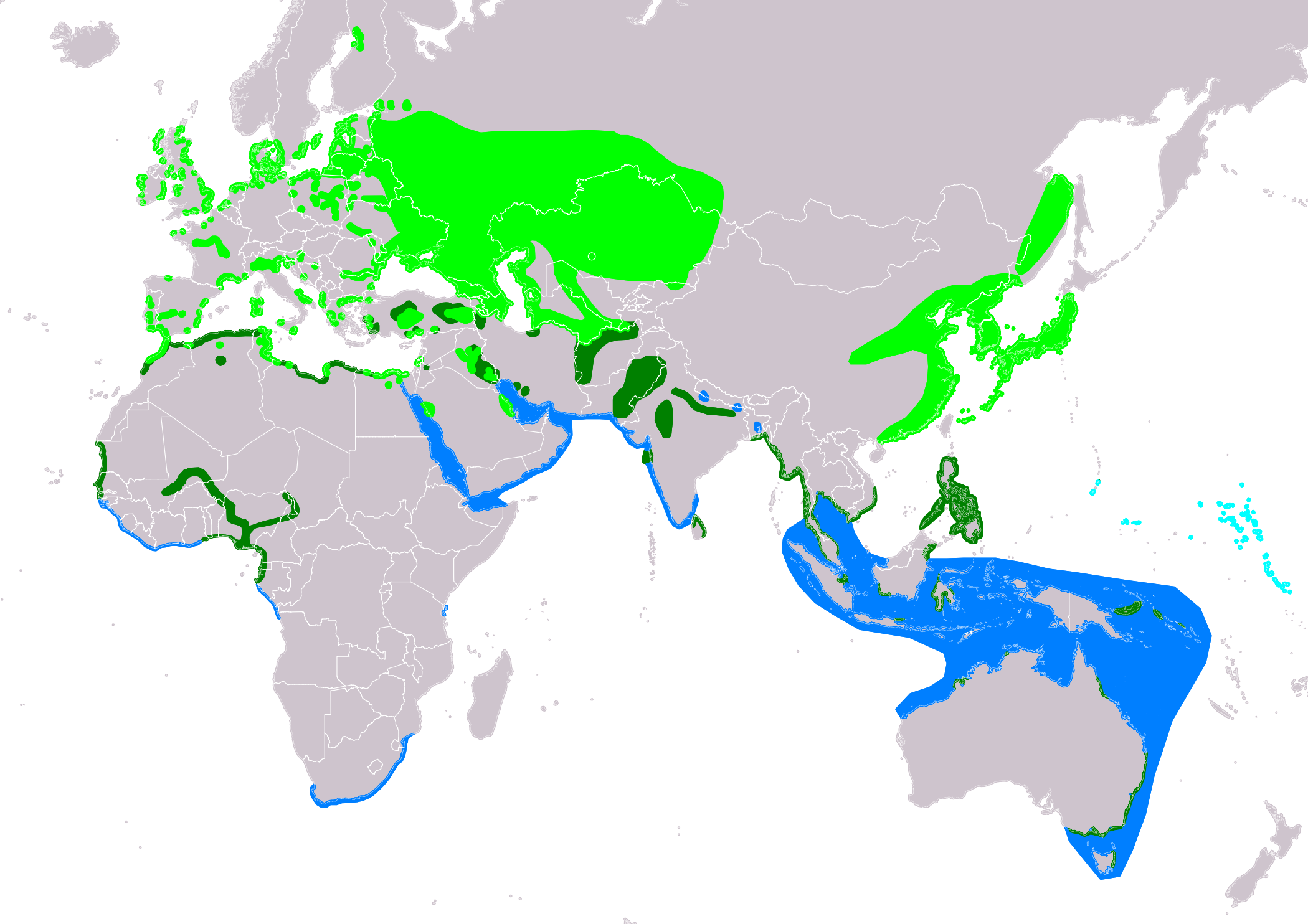
Verbreitung der Zwergseeschwalbe:
Brutgebiete
Ganzjähriges Vorkommen
Durchzugsgebiete
Überwinterungsgebiete
Zusammengestellt von BirdLife International und Handbook of the Birds of the World (2019)

Die Zwergseeschwalbe kommt als Brutvogel in großen Teilen Europas sowie des westlichen, zentralen, östlichsten und südlichsten Asiens vor. Außerdem gibt es Brutvorkommen in Teilen Afrikas und in Australasien. Der weltweite Gesamtbestand beträgt 190.000 bis 410.000 Individuen mit sinkender Tendenz, wovon etwa 71.900 bis 106.000 adulte Individuen in Europa brüten. Genauere Beschreibungen der Brutareale finden sich im Abschnitt Systematik#Unterarten differenziert nach Unterarten.

### Mitteleuropäische Brutvorkommen früher und heute
In Deutschland besiedelt die Zwergseeschwalbe heute hauptsächlich die Nord- und Ostseeküste mit etwa 630–680 Brutpaaren. Am niedersächsischen Wattenmeer brüten davon etwa 200 Paare, der größte Teil auf den Ostfriesischen Inseln. Kleinere Vorkommen gibt es an der Festlandküste. An der deutschen Ostsee ist die Art mit 100–150 Brutpaaren in Schleswig-Holstein und mit 30–110 Brutpaaren in Mecklenburg-Vorpommern vertreten, wobei in letzterem die wichtigsten Brutplätze in der Wismarer Bucht (Langenwerder, Kieler Ort, Wustrow) und an den Bodden Westrügens und Hiddensees liegen. Früher kam die Zwergseeschwalbe außerdem im deutschen Binnenland am Mittellauf großer Flüsse und an Seen mit Sand- und Kiesbänken vor, beispielsweise an der Müritz, am Schweriner und am Goldberger See in Mecklenburg-Vorpommern, an der Elbe in Schlesien und Sachsen, am Rhein bei Istein und Nackenheim, an der Donau oberhalb Ingolstadts oder am Lech, bis durch deren Begradigung seit dem 19. Jahrhundert die Bruthabitate größtenteils vernichtet wurden, sodass die Art im deutschen Binnenland in den 1950er Jahren ausstarb. Seit den 1990er Jahren kam es in Deutschland wieder zu einem Aufwärtstrend bezüglich der Binnenlandvorkommen an der Elbe und nah gelegenen Baggerseen, sodass die Art in Südbrandenburg seit 2006 wenn auch in geringer Zahl ein jährlicher Brutvogel ist sowie in Sachsen unregelmäßig brütet. Dagegen konnten sich im Inland Mecklenburg-Vorpommerns Stand 2015 keine Vorkommen wieder etablieren und in Niedersachsen ist das bis dahin einzige Binnenlandvorkommen in den Winsener Elbmarschen 2007 wegen Habitatveränderungen ausgestorben.
In Österreich gab es im Jahr 1940 noch mehrere kleinere Brutvorkommen an der Donau und am Neusiedler See. Im Jahr 1962 kam es zur vorerst letzten dokumentierten Brut Österreichs, bis im Jahr 2001 die erste Brut seit dem Erlöschen der regelmäßigen Brutbestände stattfand, die allerdings keine dauerhafte Ansiedlung zur Folge hatte.
In Polen brüten etwa 800 bis 1000 Paare der Zwergseeschwalbe, hauptsächlich an Flüssen wie dem Mittellauf der Weichsel, der Oder und deren Nebenflüssen, die im Gegensatz zu vielen anderen mitteleuropäischen Flüssen unreguliert sind und damit nach wie vor geeignete Lebensräume darstellen. In Tschechien war die Zwergseeschwalbe in der Vergangenheit nicht als Brutvogel vertreten. Die erste Brut konnte im Jahr 1995 nahe Darkov im Osten des Landes dokumentiert werden. Auch in der Slowakei ist die Zwergseeschwalbe ein äußerst seltener Brutvogel mit maximal 5 Paaren. In Ungarn brütete die Zwergseeschwalbe früher in geringer Zahl an mehreren Orten wie an der Donau, im Nationalpark Hortobágy und an Salzseen in Klein-Kumanien. Seit den 1990er Jahren haben sich wieder einige Individuen an der Drau nahe Vízvár angesiedelt. 2015 betrug der dortige Brutbestand 2 bis 19 Paare. In Slowenien brüten Stand 2015 35 bis 72 Paare der Zwergseeschwalbe.

### Zugverhalten und Winterquartiere
Im westpaläarktischen Teil des Verbreitungsgebiets ist die Zwergseeschwalbe ein obligater Zugvogel, der beispielsweise an der deutschen Ostseeküste zwischen Mitte April und Anfang Mai erscheint und von Anfang Juli bis Ende September wieder abzieht. Dabei treten beim Frühjahrzug kaum rastende Trupps auf, während beim Herbstzug oft größere Ansammlungen an Rastplätzen zu beobachten sind. Zudem findet im Anschluss an die Brutzeit eine Vollmauser statt, wofür die Vögel häufig bestimmte Mauserplätze aufsuchen. Aus Italien sind sogar Zugbewegungen dokumentiert, die nach Norden, also entgegen der eigentlichen Richtung des Herbstzugs verlaufen und zu einem bis zu 7000 Vögel gleichzeitig beherbergenden Rast- und Mauserplatz in der Lagune von Venedig führen, was man als Mauserzug bezeichnet. Erst nach Abschluss dieser Mauser wird der südwestlich gerichtete Zug in die Winterquartiere begonnen. Dieser verläuft fast ausschließlich entlang der Küsten, während im Binnenland kaum Durchzügler anzutreffen sind. In den nordafrikanischen Ländern Ägypten, Tunesien und Marokko zieht die Zwergseeschwalbe auf dem Herbstzug zwischen August und Oktober durch. Auf dem Frühjahrszug sind in Mauretanien ab Mitte April die größten Zugbewegungen festzustellen und in Ägypten gipfeln diese im Mai. Die Hauptüberwinterungsgebiete europäischer Brutvögel liegen an den westafrikanischen Küsten. So überwintern über 25 % der Brutvögel der Westpaläarktis, etwa 10.000 Individuen, an den Küsten Guinea-Bissaus. Weitere Winterquartiere europäischer Vögel sind feuchte Gebiete der Sahelzone und der Senegal.
Östlichere Brutpopulationen des Kaspischen Meeres und des Aralsees überwintern an der afrikanischen Ostküste, also am Indischen Ozean, wohin sie über den Persischen Golf ziehen, nicht jedoch entlang des Roten Meeres. Maximal 300 Individuen, die vermutlich Populationen des Mittleren Ostens, des Schwarzen und des Kaspischen Meeres angehören, ziehen zur Überwinterung bis zur Ostküste der südafrikanischen Provinz KwaZulu-Natal, wo sie ab August eintreffen und von Februar bis Mai wieder wegziehen. Teilweise sind sie als Nichtbrüter (meist nicht geschlechtsreife Jungvögel) ganzjährig dort anzutreffen. Einige wenige Zwergseeschwalben, deren Populatonszugehörigkeit nicht eindeutig geklärt ist, überwintern an der Südwestküste Südafrikas.
Die Vögel der ostasiatischen Populationen Koreas, Japans und Nordchinas fliegen zur Überwinterung nach Südchina, zur Malaiischen Halbinsel, nach Indonesien, Neuguinea, Australien und womöglich auch zu den Philippinen. Die Bestände Südaustraliens ziehen dagegen im Südwinter nach Norden, wobei die genauen Zielquartiere nicht bekannt sind. Vermutlich umfassen sie verschiedene Inseln Indonesiens und möglicherweise die Philippinen. Wenige Vögel, vermutlich bis zu 100, überwintern außerdem in Neuseeland. Diese gehören teils den Populationen der Nordhalbkugel, teils australischen Vorkommen an.
In den Tropen brütende Zwergseeschwalben sind meist Standvögel, so etwa die Brutbestände des Golfs von Guinea oder die Populationen von Nordindien über Sri Lanka, Taiwan, Südostasien und Philippinen bis nach Nordaustralien und Neuguinea. Hingegen sind die im westafrikanischen Binnenland brütenden Zwergseeschwalben Zugvögel, da ihre Brutplätze zur Regenzeit überschwemmt werden.

## Lebensraum

### Bruthabitate
Die Zwergseeschwalbe brütet fast ausschließlich an Gewässern. An der Meeresküste nutzt sie Strände, kleine Inseln (beispielsweise Korallenriffe) und Landzungen mit kahlem oder schwach bewachsenem Untergrund aus Sand, Kies, Muschel- oder Korallenresten (Schill) und Felsen zum Brüten. Des Weiteren kommt sie an Flüssen, insbesondere an deren Mittelläufen auf Sand- und Kiesbänken oder an deren Mündungsgebieten, an natürlichen und aufgestauten Seen sowie in Salzwiesen und zunehmend in Salinen (siehe unten) vor. In seltenen Fällen brütet sie auch in trockenem Watt mit grasbedeckter Umgebung ohne Gewässernähe, was allerdings wegen der großen Entfernung zu den Jagdgebieten suboptimal ist, oder auf Schlickinseln, wie im Jahr 2006 im Polder Murchin. Am Greifswalder Bodden und auf Rügen fanden 1979 und 1980 Bruten auf Äckern mit Mais, Sommergerste oder Zuckerrüben statt. Derartig außergewöhnliche Habitate werden offensichtlich nur angenommen, wenn dort auch andere Arten der Regenpfeiferartigen brüten.
Durch den Verlust natürlicher Habitate und die Störung durch Menschen an den Brutplätzen müssen Zwergseeschwalben zunehmend auf alternative, teils künstlich vom Menschen geschaffene Lebensräume ausweichen, um ihre Jungen großzuziehen. In Portugal gab es beispielsweise im 20. Jahrhundert eine deutliche Verschiebung der Brutvorkommen von Stränden zu für die Salzgewinnung angelegten Salinen, die Stand 2004 einen großen Teil der portugiesischen Brutpopulation beherbergen und aufgrund der stabilen Bestände und eines ähnlichen Bruterfolgs ein gut geeignetes Bruthabitat für die Zwergseeschwalbe darzustellen scheinen. In Israel befindet sich Stand 2019 die einzige größere Brutpopulation ebenfalls in einer Saline und an einem angrenzenden Stausee. Dagegen waren Ansiedlungen in Salinen in Spanien und Italien von deutlich kleinerem Ausmaß. Ein weiteres alternatives Habitat sind im Betrieb befindliche Spülfelder, die in Mecklenburg-Vorpommern von den 1970er bis 1990er Jahren wichtige Brutplätze der Zwergseeschwalbe waren.
Durch die zunehmende Urbanisierung nehmen natürliche Bruthabitate beispielsweise in Japan stark ab. Daher weichen Zwergseeschwalben in der Bucht von Tokio auf künstlich angelegte Habitate in Form von mit Betonbruch bedeckten Flachdächern aus, die einen vergleichsweise hohen Bruterfolg aufweisen.

### Jagdhabitate
Zur Jagd suchen Zwergseeschwalben hauptsächlich die Brandungszonen oder Uferbereiche flacher Küstengewässer mit einer Tiefe von meist unter 1 m auf, wobei sowohl an süßen als auch an brackigen und salzigen Gewässern gejagt wird. Bei mangelnder Verfügbarkeit flacher Gewässer nutzen sie tiefere, beispielsweise bei einer Kolonie in Norfolk, wo hauptsächlich in 15–30 m tiefem Wasser gejagt wird. Häufig handelt es sich bei den Jagdgebieten um Gewässerverengungen oder Lagunen, da dort aufgrund der stärkeren Strömung mehr oberflächennahe Beutetiere verfügbar sind. Sofern solche Habitate nicht vorliegen, weichen Zwergseeschwalben teils auf überflutete Sandbänke auf dem offenen Meer aus, die ebenfalls eine geringe Wassertiefe aufweisen. In Gesellschaft anderer Seeschwalben wie etwa der Flussseeschwalbe jagt die Art auch weiter auf dem offenen Meer, ausnahmsweise sogar in mehreren hundert Kilometern Entfernung von der Küste, wie vor Guinea beobachtet werden konnte. Oft nutzt die Zwergseeschwalbe zur Jagd trübe Gewässer, weil sich dort mehr Beutetiere in geringer Tiefe aufhalten. Aus diesem Grund stellen Mündungsgebiete von Flüssen beliebte Nahrungsgründe dar, da deren Wasser durch gelöste Sedimente deutlich schmutziger als das umliegende Meereswasser ist. Im Binnenland jagen Zwergseeschwalben bevorzugt an Gräben und langsam fließenden Flüssen, wo vor allem Insekten erbeutet werden. Daneben hängt die Wahl der Jagdgebiete auch vom Vorkommen von Nahrungskonkurrenten (insbesondere Kleptoparasiten) und Prädatoren ab. In der Brutzeit spielt zudem die Entfernung zur Kolonie bzw. zum Brutplatz eine Rolle. Im Vergleich zu anderen Seeschwalben wie der Brand-, Fluss-, Küsten- oder Rosenseeschwalbe ist bei der Zwergseeschwalbe die Entfernung zwischen Brutkolonie und Nahrungsgründen am geringsten und beträgt meist unter 4 km. Aufgrund lokaler Unterschiede in der Verfügbarkeit passender Jagdhabitate und aufgrund schwankender Populationsgrößen der Beutetiere darin variiert die Distanz zwischen Brutplatz und Jagdgebiet deutlich zwischen den einzelnen Brutplätzen und -saisons. Außerdem sind die Entfernungen im Zeitraum des Eierausbrütens durchschnittlich länger als in dem der Jungenaufzucht, da in dieser ein größerer Druck zur schnellen Nahrungsbeschaffung besteht.
Zwergseeschwalben nutzen ganzjährig überwiegend dieselben Jagdhabitate, abgesehen von Verschiebungen, die sich aus einer saisonal variierenden Nahrungsverfügbarkeit in bestimmten Gewässern und einer saisonalen Veränderung des bevorzugten Beutespektrums, z. B. durch die Jungenaufzucht, ergeben.

## Ernährung

### Jagdverhalten

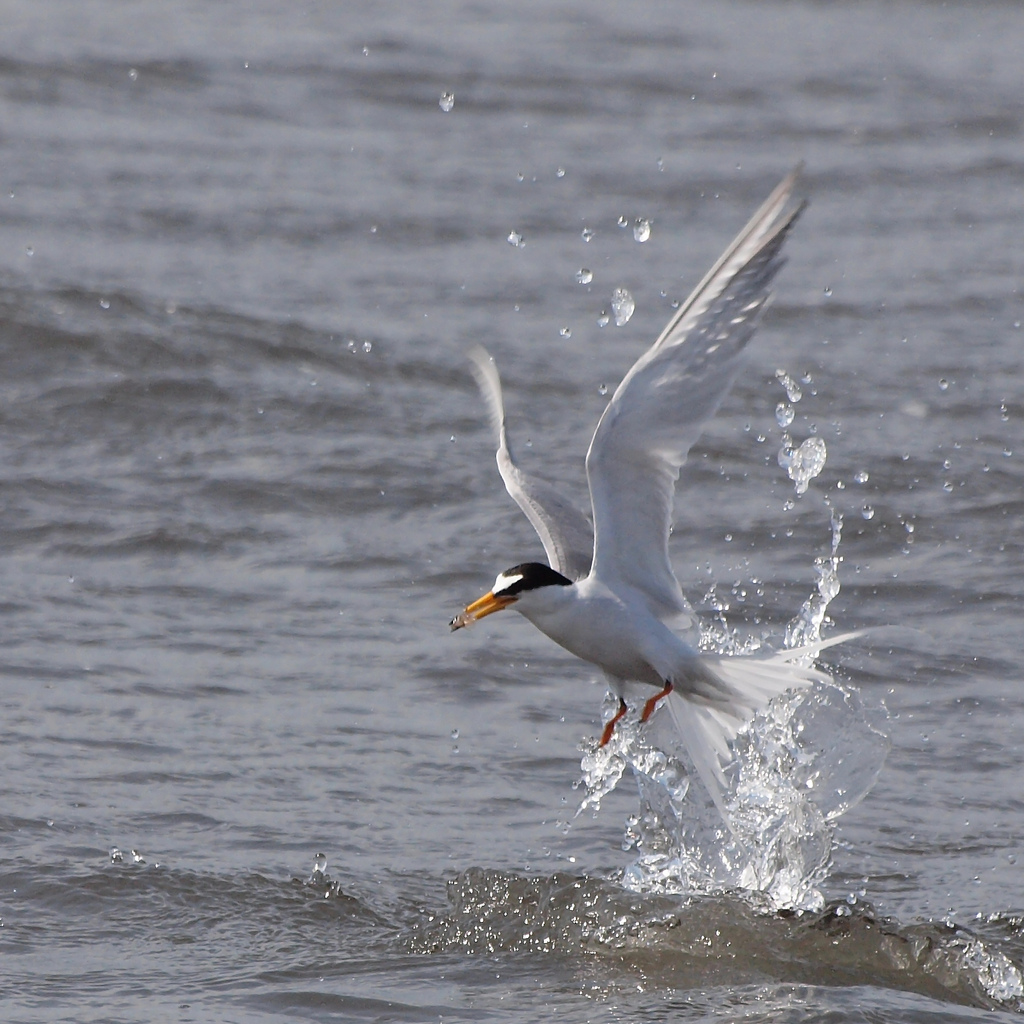
Zwergseeschwalbe (ssp. sinensis) nach erfolgreichem Fang (Bucht von Tokio, Japan).

Bei der Jagd fliegen Zwergseeschwalben mit schnellen Flügelschlägen und nach unten gerichtetem Blick über das Wasser, wobei sie ihre Flughöhe regelmäßig durch kurzes Fallenlassen reduzieren. Sobald sie ein Beutetier erspähen, rütteln sie an dieser Stelle gewandt in einer Höhe von etwa 4–8 m über der Wasseroberfläche, manchmal auch höher. Im Vergleich mit anderen Arten verbleiben sie länger im Rüttelflug und nutzen dabei häufig Gegenwind, der das Rütteln erleichtert. Zum Fang der Beute nutzen sie die Jagdtechnik des Stoßtauchens: Sie stoßen auf das Beutetier herab und ergreifen es mit dem Schnabel knapp unter der Wasseroberfläche. Dabei tauchen sie in den meisten Fällen nur teilweise in das Wasser ein, sodass die Flügelspitzen an der Luft verbleiben. Die Beutetiere befinden sich normalerweise maximal 30 cm unter der Wasseroberfläche. Bei starkem Wind fangen sie die Beute nicht aus dem Sturzflug, sondern segeln mit angehobenen Flügeln langsam zum Wasser hinab und tauchen dann ein. Eine Untersuchung von 2003 aus Großbritannien ergab, dass die Eintauchhäufigkeit und der Jagderfolg bei stürmischen Bedingungen am höchsten ist, vermutlich weil durch den höheren Wellengang kleine Fische und andere Beutetiere an die Wasseroberfläche getrieben werden. Ferner ergaben zwei Untersuchungen aus Großbritannien unabhängig voneinander, dass die Jagdaktivität bei steigendem Wasserstand (Flut) am höchsten ist. Davon abgesehen konnten keine tageszeitabhängigen Unterschiede in der Jagdaktivität zweifelsfrei festgestellt werden.
Bei der eher seltenen Jagd auf Insekten werden diese ähnlich wie bei Sumpfseeschwalben entweder von der Wasseroberfläche, vom Boden sowie von Pflanzen aufgepickt oder in der Luft ergriffen.
Zwergseeschwalben suchen in den meisten Fällen einzeln oder in losen Gruppen nach Nahrung. Auf dem Durchzug jagen oft mehrere tausend Individuen zusammen an ergiebigen, fischreichen Gewässern. Regelmäßig schließen sie sich jagenden Trupps anderer Seeschwalbenarten an.

### Beutespektrum
Die im Allgemeinen wenig wählerischen Zwergseeschwalben ernähren sich vor allem von kleinen Fischen und Schalenweichtieren, die eine Länge von 10 cm nicht überschreiten. Eine geringere Rolle spielen Ringelwürmer, Weichtiere und Insekten. Während bei adulten Vögeln der Anteil wirbelloser Beutetiere oft höher ist, werden Küken in der Regel mit energiereicheren Beutetieren gefüttert, also zum Beispiel mit Fischen statt Krebstieren, da jene deutlich fettreicher sind. Die verfütterten Beutetiere sind außerdem aufgrund der geringeren Körpergröße der Küken meist kleiner als die bevorzugten Beutetiere der Elterntiere. Daher fangen Eltern für ihre Küken häufig Jungfische, deren Länge Untersuchungen in Großbritannien zufolge durchschnittlich 3–7 cm beträgt.
Das Beutespektrum der Zwergseeschwalbe hängt stark von der Nahrungsverfügbarkeit ab. Diese resultiert einerseits aus den vorkommenden Habitattypen in den Jagdgebieten und ist beispielsweise davon abhängig, ob es sich bei diesen um süße, brackige oder salzige Gewässer handelt. Daher variiert die Nahrungszusammensetzung von Kolonie zu Kolonie mitunter stark. Andererseits müssen Zwergseeschwalben bei kurzfristiger Knappheit eines der bevorzugten Beutetiere auf andere Arten ausweichen, sodass das Beutespektrum auch in derselben Brutkolonie von Jahr zu Jahr Schwankungen unterworfen ist.

## Fortpflanzung
Zwergseeschwalben brüten als einzelne Paare oder in kleinen, weitmaschigen, überwiegend artreinen Kolonien mit oft unter 15 Brutpaaren, wobei der Abstand zwischen den Nestern im Normalfall mindestens zwei Meter beträgt. Manchmal kommen deutlich geringere Abstände von beispielsweise 20 cm vor. Seltener wird inmitten anderer Seeschwalbenkolonien oder in Gesellschaft anderer Regenpfeiferartiger gebrütet.

### Brutzeit
Die Brutzeit liegt außerhalb der Tropen in den Sommermonaten und erstreckt sich beispielsweise an der deutschen Ostseeküste von Mai bis Ende Juli und in Südostaustralien, das auf der Südhalbkugel liegt, von Mitte Oktober bis Februar. Je näher die Brutgebiete am Äquator liegen, desto früher beginnt die Brut. Im tropischen Nordaustralien brütet die Zwergseeschwalbe sogar ganzjährig, während in den ebenfalls in den Tropen gelegen westafrikanischen Brutarealen nur zwischen April und August Eiablagen stattfinden. Häufig gibt es innerhalb einer Brutsaison zwei Höhepunkte der Eiablagen, wobei sich die zweite Welle vor allem aus Erstbrütern und Vögeln, deren erstes Gelege verloren gegangen ist, zusammensetzt. Da die Jungvögel sehr lange von den Eltern versorgt werden, kommt es, außer bei Nachgelegen, nur zu einer Jahresbrut.

### Brutortstreue
Zur Brutortstreue (Philopatrie) der Zwergseeschwalbe gibt es teils widersprüchliche Angaben. Bei stabilen und jährlich besetzten Brutkolonien scheint es eine gewisse Bindung der Brutvögel an diesen zu geben, da viele jedes Jahr zum selben Ort zurückkehren. Allerdings kommt es ebenfalls häufig vor, dass Jungvögel ihre erste Brut an einem von ihrem Geburtsort abweichenden Brutplatz durchführen oder dass Altvögel zwischen oder sogar innerhalb der Brutsaisons den Brutplatz wechseln und dabei teils hunderte Kilometer zurücklegen. Überdies wird die Zwergseeschwalbe als sehr flexibel bei der Brutplatzwahl beschrieben, sodass sie neu entstandene oder nur kurzfristig verfügbare Habitate schnell annimmt und gegebenenfalls nach kurzer Zeit wieder aufgibt, womit es dort zu keiner dauerhaften Brutansiedlung kommt. Dies spricht ebenfalls gegen eine hohe Philopatrie der Zwergseeschwalbe.

### Balz, Nestbau, Eiablage und Ausbrüten

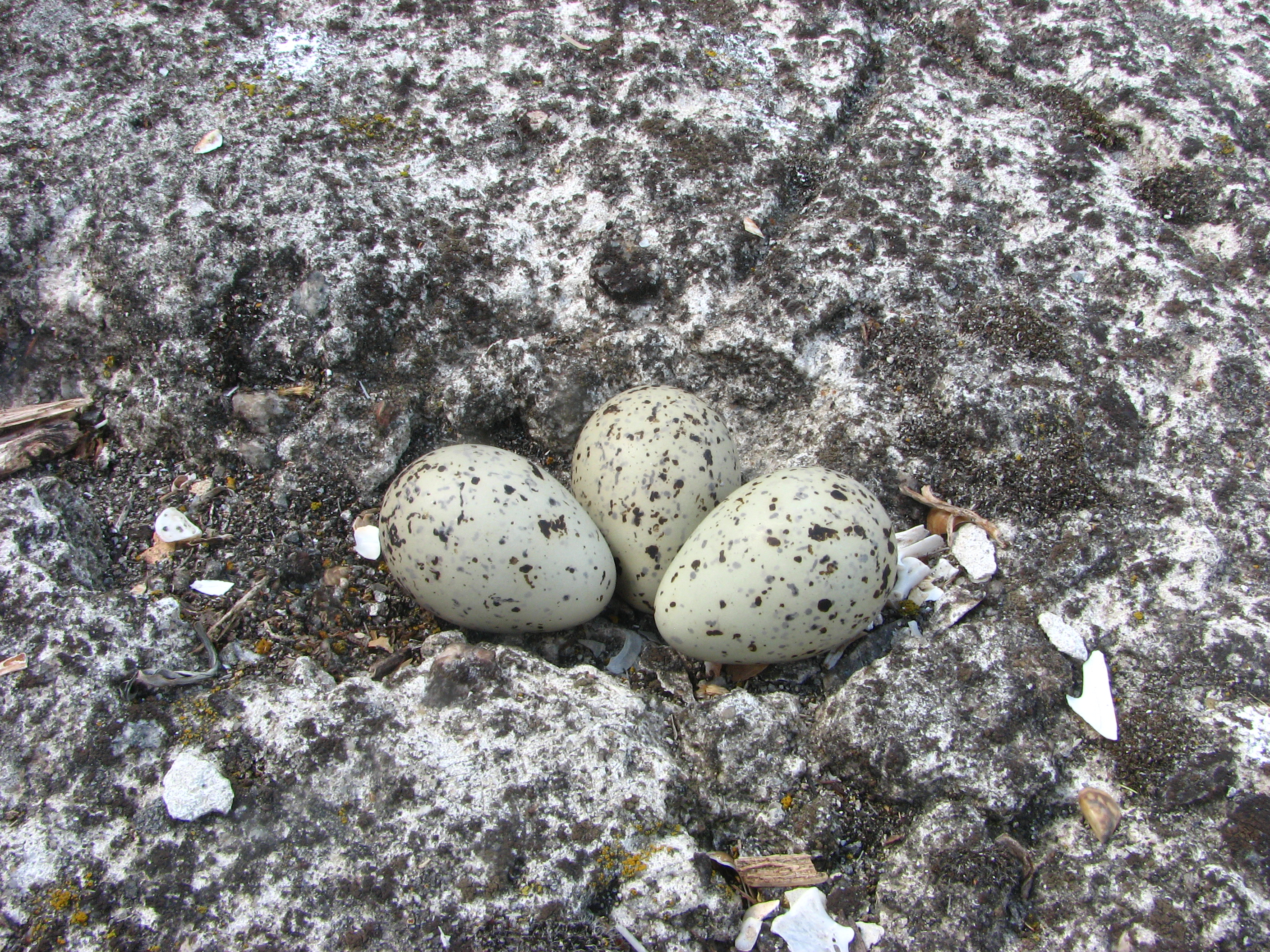
Gelege der Zwergseeschwalbe (Oblast Tscherkassy, Ukraine).

Das Balzverhalten der Zwergseeschwalbe zeigt sich bei außertropischen Populationen kurz nach der Rückkehr aus den Winterquartieren in die Brutgebiete. Dazu gehört die Futterübergabe des Männchens an das Weibchen, die von tanzartigen Bewegungen begleitet wird. Das Weibchen nimmt das angebotene Beutetier nur an, wenn es Interesse am Annäherungsversuch des Männchens hat. Ein weiterer Bestandteil der Balz sind die Balzflüge, bei denen das Paar rund hundert Meter aufsteigt, wobei sich die Vögel mit nach hinten gekrümmten Flügeln und zögernden Flügelschlägen umkreisen und laut rufen, wieder gleichzeitig herabsegeln und synchrone Drehungen durchführen, bis sie wieder den Boden erreichen. Dabei hält das Weibchen manchmal noch den vom Männchen überreichten Fisch im Schnabel.
Sobald sich ein Paar gefunden hat, verstärkt sich das Balzverhalten immer mehr, bis es schließlich zur Paarung kommt. Die Partner scharren an verschiedenen Stellen herum, bis sie einen geeigneten Neststandort gefunden haben. Dieser muss über der Hochwasserlinie liegen, ist aber meist nur wenige Meter vom Wasser entfernt und normalerweise zu weniger als 15 % von Vegetation bedeckt. Meist besteht das Nest nur aus einer kleinen Mulde im Boden, in stärker bewachsenen Habitaten wie Salzwiesen wird es manchmal mit Muschelstücken und Pflanzenteilen ausgekleidet. Das Gelege besteht meist aus zwei oder drei Eiern. Je später in der Brutsaison die Eiablage stattfindet, desto geringer ist deren Anzahl, sodass bei sehr später Eiablage teilweise nur ein Ei gelegt wird, was zu Beginn der Brutzeit nahezu nie vorkommt. Normalerweise werden die Eier auf mehrere, manchmal direkt aufeinanderfolgende Tage verteilt gelegt. Die Eier sind durch ihre leder- bis olivfarbene oder blass grünlichgraue Färbung gut getarnt und auf dem Boden schwer zu entdecken. Sie haben zahlreiche schwarze, variabel braune oder lavendelfarbene Flecken sowie aschfarben oder violett unterlegtes Gekritzel hauptsächlich am dickeren Ende. Ein einzelnes Ei misst durchschnittlich 29,9 × 22,6 mm und wiegt 8–11 g, wie Messungen in Westafrika ergaben.
Die Eier werden von beiden Elternteilen bebrütet, wobei sich das Weibchen dieser Aufgabe um etwa ein Viertel länger als das Männchen widmet. Bis zur Vervollständigung des Geleges wird nur zeitweise gebrütet. Wenn ein Altvogel das verlassene Nest wieder erreicht oder wenn dieser den anderen Elternvogel ablöst, kontrolliert er das Gelege, lässt sich darauf nieder und verschiebt die Eier, um sie vollständig zu bedecken. Bis zum Schlüpfen der Jungen vergehen durchschnittlich etwa drei Wochen, was sich bei kaltem oder nassem Wetter sowie störungsbedingter Unterbrechung des Ausbrütens verzögern kann. Kommt es zu einem Verlust der Eier oder Küken, dauert es durchschnittlich zehn bis zwölf Tage, bis das Weibchen ein Nachgelege legt.

### Schlupf und Entwicklung der Jungen

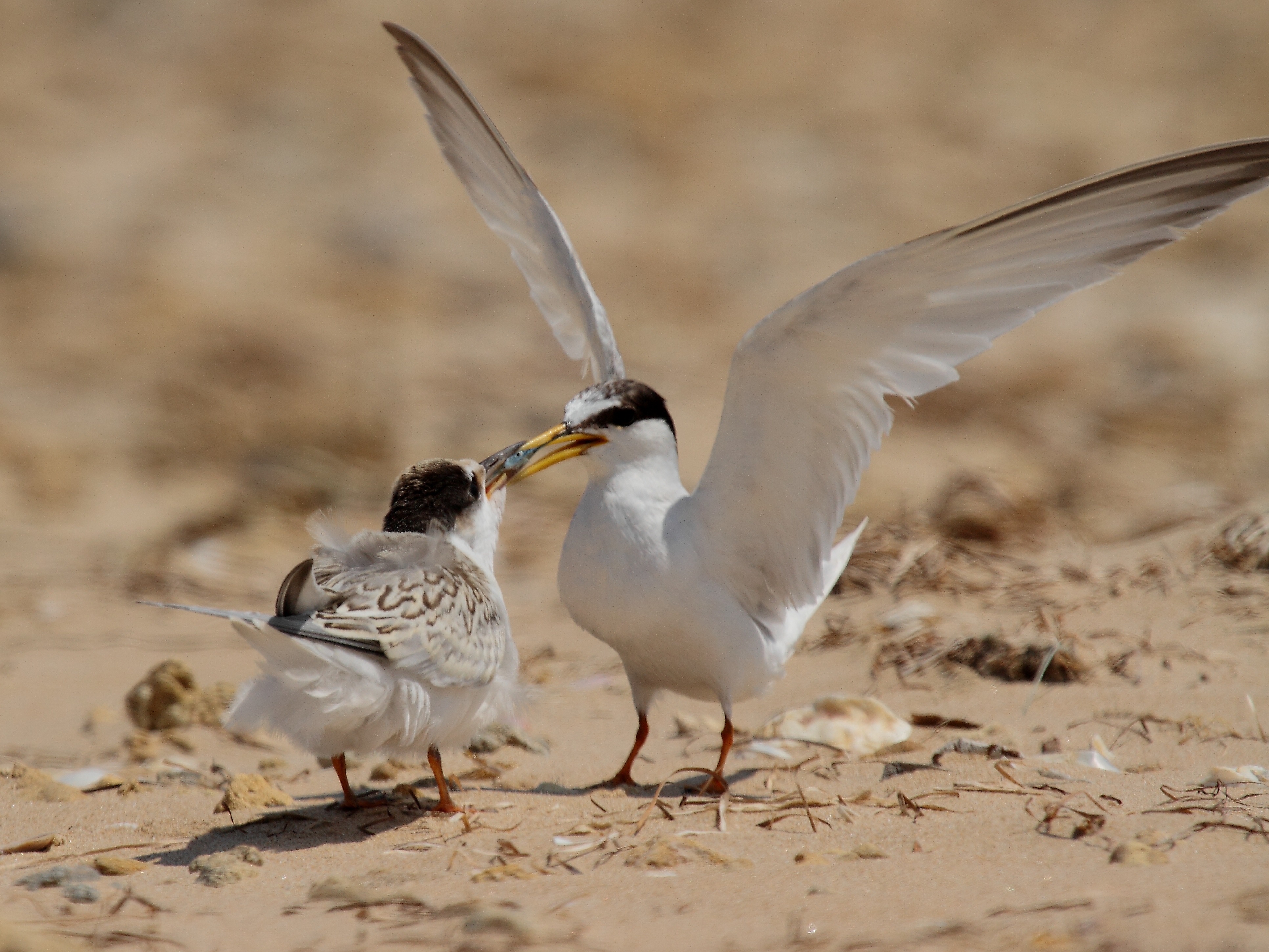
Fütterung eines bereits flüggen Jungvogels der Zwergseeschwalbe (Bucht von Cádiz, Spanien).

Die Küken schlüpfen gewöhnlich in einem kurzen Zeitraum, oft innerhalb von 24 Stunden, wobei sie ein Gewicht von etwa 7 g aufweisen. Die Altvögel entsorgen sofort die Eischalen in ausreichender Entfernung, da sonst durch deren sichtbare weiße Innenseite die Tarnung des Nests beeinträchtigt wäre. Beim Schlupf sind die Küken blind und nur teilweise mit Daunenfedern bedeckt, die einen Tag später den gesamten Körper bedecken. In den ersten zwei bis drei Tagen werden sie fast ohne Unterbrechung vom Weibchen gehudert, wobei dieses seine Flügel ausbreitet, sodass die Küken sich unter den Flügeln in den Boden graben können. Später tritt Hudern nur noch selten auf, wenngleich es bei schlechtem Wetter sogar bei über 20 Tage alten Jungvögeln beobachtet werden konnte.
Meist befindet sich das Weibchen in Nestnähe und begibt sich nur zur Selbstversorgung auf Nahrungssuche, während das Männchen zur Jagd für die Küken unterwegs ist. Bei gutem Nahrungsangebot jagen manchmal beide Elterntiere für die Jungen. Normalerweise wird das Nest für höchstens eine halbe Stunde unbeaufsichtigt gelassen. Die erste Fütterung der Küken findet im Alter von wenigen Stunden statt. Der Ablauf bleibt unabhängig vom Alter bei jeder Fütterung gleich: Da die Jungvögel die individuellen Rufe ihrer Eltern von Geburt an erkennen können, verlassen sie bei deren Ertönen – sofern sie noch nicht gesättigt sind – ihren Platz unter dem Flügel des Weibchens oder richten sich auf, falls sie sich allein im Nest aufhalten, und rennen mit flatternden Flügeln und mit lautem Piepen auf das fütternde Männchen zu, während die Jungvögel der umliegenden Nester meist keine Reaktion zeigen. Vor dem Landen fliegt das Männchen manchmal bis zu 20 m laut rufend senkrecht nach oben und schießt dann zum Nest herab. Seine schwarze Schnabelspitze scheint ein visueller Stimulus für die Küken zu sein, da sie diese ständig anpicken. Bis zum Alter von etwa drei Tagen werden flüssige Fischgemische verfüttert, später ganze Tiere. Bei deren Übergabe hält der Altvogel diese direkt hinter dem Kopf fest und führt sie mit dem Kopf voran in den Schnabel des Jungvogels ein. Größere Beutetiere nimmt der Jungvogel selbst an und zerteilt sie, bis er sie schlucken kann. Wenn die Jungen bei einer Fütterung offensichtlich keinen Hunger haben, übergibt das Männchen dem Weibchen das Beutetier, das es so lange im Schnabel hält, bis die Küken es annehmen. Da die Jungvögel nicht völlig gleichzeitig schlüpfen, hat der Älteste Vorteile bei den Fütterungen: Aufgrund seiner fortgeschritteneren Entwicklung ist es ihm möglich, das vom Männchen gelieferte Beutetier als Erster anzunehmen, sofern er noch nicht gesättigt ist, sodass er bei Nahrungsknappheit gegenüber seinen Geschwistern ungleich besser versorgt wird und diese unter Umständen verhungern können.
Das Wachstum der Jungvögel gliedert sich in zwei Phasen: Zunächst vergrößern sie in den ersten 10 bis 14 Lebenstagen sehr schnell ihr Gewicht auf das Vierfache, bis sie fast ausgewachsen sind. Dabei werden die Daunen des Körpergefieders durch Federn ersetzt und der Schnabel wächst auf das Doppelte seiner Länge. Der Eizahn hält sich bis etwa zum fünften Tag. In der zweiten Phase brechen die Stoppelfedern der Handschwingen auf, die sich bereits im Alter von drei bis vier Tagen gebildet haben, und ein starkes Flügelwachstum setzt ein. Bereits bei einer Flügellänge von einem Drittel der finalen Länge sind kurze Flüge möglich. Die Jungvögel üben in dieser Phase den Einsatz ihrer Flügel, indem sie mit diesen bei starkem Wind flattern. Ihre Flugfähigkeit erreichen sie im Alter von durchschnittlich 20 Tagen, wobei es teils erhebliche koloniespezifische Unterschiede gibt. Nach dem Flüggewerden werden die Jungen über mehrere Wochen hinweg weiterhin von den Altvögeln gefüttert, bis sie die Fähigkeit des eigenständigen Nahrungserwerbs erlernen. Dabei bleibt die Familie im selben Gebiet oder wandert in ein nahegelegenes ähnliches Habitat ab. Selbst auf dem Zug in die Winterquartiere können noch Familienverbände beobachtet werden.
Bis die Jungvögel selbst brüten, dauert es in den europäischen und afrikanischen Populationen mindestens zwei, meist mehr Jahre.

### Prädation, Verteidigung und Schutz der Brut
Prädation am Brutplatz gehört zu den Hauptursachen für den Verlust von Eiern oder Jungvögeln. Beispielsweise wurden im britischen Lincolnshire Raubvögel, Möwen der Gattung Larus, Raben und Krähen der Gattung Corvus, Wildkaninchen, Rebhühner, Hermeline und Ringelnattern als Fressfeinde der Küken beobachtet. In East Anglia gilt der Rotfuchs als häufigster Beutegreifer der Zwergseeschwalbe. Auch in Mecklenburg-Vorpommern geht die größte Gefahr von Raubsäugern und in geringerem Ausmaß von Großmöwen aus. Im australischen New South Wales gehören unter den autochthonen Arten die Silberkopfmöwe, verschiedene Falken, Krähen und große Regenpfeiferartige, der Rosakakadu und die Sumpfweihe, der Buntwaran, die Reiterkrabbe Ocypode cordimana und nicht näher bestimmte schwarze Ameisen zu den bedeutendsten Fressfeinden. Eine viel größere Gefährdung geht allerdings von neobiotischen, also vom Menschen eingeführten Arten wie dem Rotfuchs, dem Haushund, der Hauskatze und verschiedenen Ratten aus.
Gelangt ein Eindringling in die Nähe der Küken, werden diese von den Eltern zunächst durch Alarmrufe gewarnt, woraufhin die Altvögel gemeinsam mit anderen Zwergseeschwalben der Umgebung versuchen, den Invasor zu vertreiben. Dazu greifen sie diesen entschlossen am Boden, aus dem Flug durch Herabstoßen oder in der Luft an. Bei Störungen durch Menschen fliegen sie über deren Köpfen hin und her, wobei sie Alarmrufe abgeben. Sofern sich das Nest mit frisch geschlüpften Jungvögeln, die sich noch nicht selbst verstecken können, in der Nähe befindet, führen sie auch Scheinangriffe durch. Defäkation über dem Eindringling wird im Gegensatz zu anderen Arten normalerweise nicht als Abwehrstrategie eingesetzt. Trotz der aggressiven Verteidigung und der guten Tarnung der Brut gelingt die Abwehr von Feinden nicht so gut wie bei anderen Seeschwalben, weil letztere oft in größeren und dichteren Kolonien brüten, was einen Angriff erschwert.
Auseinandersetzungen zum Schutz der Küken gibt es ebenfalls zwischen den einzelnen Familien: Wenn sich ein Jungvogel einem fremden Nest zu sehr nähert, wird dieser von den Elternvögeln dieses Nests angegriffen und von seinen eigenen Elternvögeln verteidigt, sodass es zu heftigen Kämpfen kommen kann.
Die Jungvögel reagieren auf die Alarmrufe der Eltern, indem sie sich verstecken. Dabei machen sie sich ihr tarnfarbenes Gefieder zunutze und kauern sich bis zu einem Alter von etwa drei Tagen im Nest, danach in der Umgebung des Nests zwischen Steinen, Ästen, Pflanzen oder Seetang nieder. Je älter sie werden, desto längere Strecken legen sie rennend oder – sobald sie die Fähigkeit dazu haben – flatternd zurück, bis sie sich niederlassen. Nach dem Erreichen der vollständigen Flugfähigkeit fliegen die Jungen bei Warnrufen der Altvögel auf und mit diesen umher, anstatt am Boden Schutz zu suchen.
Eine weitere Schutzstrategie der Zwergseeschwalbe ist, dass die Elternvögel ihre Küken möglichst schnell vom meist un- oder spärlich bewachsenen Neststandort teils hunderte Meter weit in Gebiete mit höherer und dichterer Vegetation (z. B. mit Schlickgräsern bewachsene Salzwiesen) führen, sofern diese vorhanden sind. Dadurch wird die Gefahr durch Prädatoren sowie durch Wind und Regen verringert, weil diese Habitate diesen weniger stark ausgesetzt sind.

## Sterblichkeit und Alter
In Großbritannien ergab eine Untersuchung vor 1983 eine durchschnittliche jährliche Überlebensrate adulter Vögel von etwa 78 %. Ein ähnliches Ergebnis erzielte eine in Israel zwischen 2011 und 2018 durchgeführte Studie, bei der eine jährliche Überlebenswahrscheinlichkeit von etwa 77 % bei Altvögeln im mindestens zweiten Lebensjahr errechnet wurde. Zudem wurden juvenile Vögel im ersten Lebensjahr untersucht, bei denen die Überlebensrate zwischen dem Erreichen der Flugfähigkeit und der nächsten Brutsaison etwa 49 % betrug. An der italienischen Adriaküste bezog eine weitere, zwischen 1990 und 1997 durchgeführte Untersuchung neben der Überlebensrate auch die Wahrscheinlichkeit des Erreichens des Hauptmauserplatzes in der Lagune von Venedig ein. Sie ergab bei Vögeln im Alter von mindestens fünf Monaten, die in dieser Studie als adult angesehen wurden, einen jährlichen Wert von etwa 90 %. Daraus wurde eine Lebenserwartung von durchschnittlich 9,39 Jahren ab dem Erreichen der Geschlechtsreife abgeleitet. Bei Jungvögeln wurde die Überlebenswahrscheinlichkeit zwischen dem Flüggewerden (meist Ende Juni) und dem Erreichen des Mauserplatzes (meist Ende August) mit rund 60 % angegeben.
Die älteste nachgewiesene Zwergseeschwalbe in freier Wildbahn wurde anhand ihrer Beringung mit dem Alter von 23 Jahren und 11 Monaten aufgefunden.

## Systematik und Taxonomie

### Forschungsgeschichte
Die Zwergseeschwalbe wurde im Jahr 1764 von Peter Simon Pallas als Sterna albifrons wissenschaftlich erstbeschrieben. Das Artepitheton albifrons ist von Lateinisch albus für „weiß“ und frons für „Stirn“ abgeleitet. 1766 erhielt die Art durch Carl von Linné in der 12. Auflage seiner Systema Naturae das Synonym Sterna minuta, dessen Epitheton von lateinisch minutus für „klein“ kommt. Früher wurde die Art als konspezifisch mit der Antillenseeschwalbe betrachtet, bis sie im Jahr 1976 aufgrund deutlicher Unterschiede in den Lautäußerungen als eigene Art abgespalten, was heute allgemein anerkannt wird. Auch die früher als Unterart der Zwergseeschwalbe angesehene Orientseeschwalbe gilt inzwischen als eigene Art.
Im Jahr 2005 wurde die Zwergseeschwalbe nach einer mtDNA-Untersuchung zusammen mit einigen nah verwandten Arten in die Gattung Sternula transferiert, die bereits von John Gould im Jahr 1843 im Rahmen der Erstbeschreibung der Australseeschwalbe aufgestellt worden war und in der Zwischenzeit als ungültig gegolten hatte. Alle Arten der heutigen Gattung Sternula einschließlich der Zwergseeschwalbe gelten außerdem als Superspezies.

### Unterarten
Derzeit werden laut der IOC World Bird List 13.2 der International Ornithologists’ Union (IOU) folgende drei Unterarten anerkannt:
- S. a. albifrons (Pallas, 1764) – Die Nominatform kommt im europäischen Teil des Verbreitungsgebiets sowie von Nordafrika über Irak und den Persischen Golf bis mindestens Zentralasien vor.[50]
- S. a. guineae (Bannerman, 1931) – Diese Unterart bewohnt die westafrikanische Küste von Mauretanien bis Gabun sowie das Einzugsgebiet des Nigers.[50] Eine weitere Population ist in Kenia am Tschad- und Turkanasee beheimatet.[6]
- S. a. sinensis (Gmelin, JF, 1789) – Die westlichsten Brutplätze dieser Unterart befinden sich im Einzugsgebiet des Indus in Pakistan. Weiter östlich kommt sie in der indischen Gangesebene, auf Sri Lanka, in Vietnam, am Golf von Thailand, auf der Malaiischen Halbinsel und in Singapur vor. Nördlichere Verbreitungsgebiete sind Ostchina, Taiwan, Japan, Korea und Südost-Russland. Die Unterart brütet auch auf kleinen Inseln nahe den Großen Sundainseln, nahe Neubritannien im südöstlichen Bismarckarchipel und nahe Bougainville in den nördlichen Salomonen und bewohnt die nordwestlichen, nördlichen, östlichen und südöstlichen Küsten Australiens sowie Tasmanien. Abgelegene Einzelpopulationen gibt es auf der zu den nördlichen Marianen gehörenden Insel Saipan[50], auf den Midwayinseln[18] und auf Hawaii.[19] Als vermutlicher Irrgast wurde die Unterart in Ghana nachgewiesen.[6]

Zur Unterscheidung siehe Abschnitt Merkmale#Abgrenzung der Unterarten.
In der Clements checklist of Birds of the World sind auch folgende zwei Unterarten aufgeführt, die laut der IOC World Bird List zur Unterart sinensis gehören:
- S. a. innominata (Sarudny & Loudon, 1902) – Diese Population brütet auf Inseln des Persischen Golfs.[31]
- S. a. placens Gould, 1871 – Die Brutgebiete dieser Population liegen in Ostaustralien und Osttasmanien.[31]

## Gefährdung

### Klassifizierung
Auf der Roten Liste gefährdeter Arten der IUCN wird die Art trotz sinkender Bestände als nicht gefährdet (Least Concern) eingestuft. In Deutschland gilt sie gemäß der Roten Liste der Brutvögel 2020 als vom Aussterben bedroht (CR). In der Roten Liste der Brutvögel Österreichs ist sie als regional ausgestorben (RE) gelistet.

### Bedrohungsursachen
Die Zwergseeschwalbe ist durch verschiedene natürliche und anthropogen beeinflusste Faktoren gefährdet und als exponierter Bodenbrüter auch ohne menschliche Eingriffe anfällig. Am Brutplatz besteht eine signifikante Bedrohung durch Prädation, die den Bruterfolg teils erheblich verringert (siehe Abschnitt Prädation, Verteidigung und Schutz der Brut). Durch die Einschleppung gebietsfremder Arten (Neozoen) durch den Menschen wird diese Gefahr deutlich erhöht.
Ein weiterer Faktor, der zum Verlust von Eiern oder Jungvögeln führen kann, sind hohe Wasserstände (insbesondere Springfluten) an den Brutorten, weil die Nester der Zwergseeschwalbe häufig nur knapp über der Wasserkante liegen und somit leicht überflutet werden. Durch die aktuelle globale Erwärmung wird es außerdem zu einem Anstieg des Wasserpegels kommen, wodurch zahlreiche Bruthabitate, insbesondere an Stränden, bedroht sind. Das Wetter hat ebenfalls einen Einfluss auf den Bruterfolg, da heftiger Wind Nester mit Sand verwehen, starker Regen zu Überschwemmungen führen und große Hitze den Tod von Küken bewirken kann.
Zu den menschlich herbeigeführten Gründen für Bestandsrückgänge gehören unabsichtliche oder absichtliche Störungen durch den Menschen. Die Strände, an denen Zwergseeschwalben bevorzugt brüten, sind für den Menschen beliebte Orte für Freizeitaktivitäten, sodass Strandwanderer, Wassersportler, Bootsfahrer und andere Erholungssuchende, aber auch Vogelbeobachter und -fotografen die Vögel von ihren Nestern vertreiben, was die Gefährdung der Küken durch Extremwetter oder Beutegreifer aufgrund der verlängerten Abwesenheit der Eltern erhöht, oder sogar versehentlich auf die gut getarnte Brut treten. Diese Bedrohung wird weiter verstärkt, wenn Hunde mitgebracht werden oder wenn mit Geländefahrzeugen durch die Brutgebiete gefahren wird. Neben diesen eher ungewollten Störungen kommt es beispielsweise in Großbritannien oder Australien immer wieder zu gezieltem Vandalismus durch absichtliches Freilassen von Hunden oder Einsammeln von Eiern, sodass teils ganze Kolonien ausgelöscht werden.
Die Bestände der Zwergseeschwalbe werden auch durch zurückgelassenen Abfall bedroht. So wurde beispielsweise in einer südkoreanischen Brutkolonie beobachtet, dass sich sowohl Altvögel als auch Küken mit dem Kopf und Nacken in alten Fischernetzen verfingen, die von den Elternvögeln als Unterschlupf für die Küken herbeigeschafft worden waren. Dies führte zum Tod der Tiere durch Ersticken, Dehydration oder Erschöpfung. Als besonders gefährlich stellten sich dabei mehrlagige Netze mit 2,5 cm Maschenabstand heraus.
Die Zwergseeschwalbe ist von anthropogener Habitatzerstörung oder -degradation betroffen, wenn beispielsweise Küstenvorland und Flussmündungen erschlossen werden und natürliche Veränderungen durch Erosion und Sedimentation unterbunden werden. Dies bewirkt neben einem direkten Verlust von Bruthabitaten auch das Zuwachsen verbleibender Lebensräume, wodurch diese ebenfalls ihre Eignung verlieren.
Eine weitere Gefährdung geht von Nahrungsknappheit aus. Zwar kommen kurzfristige Populationsschwankungen und -einbrüche bei den Beutetieren auch natürlicherweise vor, allerdings wird ein Nahrungsrückgang durch menschliche Einwirkungen begünstigt, wie durch Überfischung, Zerstörung oder Degradation von Nahrungshabitaten sowie Verschmutzung oder Qualitätsveränderung der Jagdgewässer.
Pestizidvergiftungen zählen ebenfalls zu den von Menschen verursachten Gründen für plötzliche Einbrüche lokaler Populationen. Beispielsweise kam es in den Niederlanden ab den 1960er Jahren zu einem massiven Bestandseinbruch von mehr als 900 auf etwa 100 Brutpaare im gesamten Land, der durch die Pestizidverseuchung des Rheins hervorgerufen wurde. Nach dem Verbot dieser Chemikalien kam es zu einer Bestandserholung auf rund 400 Brutpaare. Auch in Südeuropa und Südkorea finden sich im Fettgewebe oder in den Eierschalen von Zwergseeschwalben mehrere Jahrzehnte nach dem Verbot der betreffenden Substanzen weiterhin Rückstände oder Abbauprodukte von chlororganischen Insektiziden wie DDT oder Lindan, die negative Auswirkungen auf den Bruterfolg haben können. Diese Stoffe werden vermutlich vor allem in den Durchzugs- und Überwinterungsgebieten, wo sie teilweise immer noch eingesetzt werden, im Körper der Vögel angereichert.

### Schutzmaßnahmen
Die Zwergseeschwalbe wurde in verschiedene Abkommen zum Natur- und Vogelschutz aufgenommen: Sie ist im Anhang I der EU-Vogelschutzrichtlinie von 2009 (2009/147/EG), im Anhang II des Übereinkommens über die Erhaltung der europäischen wildlebenden Pflanzen und Tiere und ihrer natürlichen Lebensräume (Berner Konvention), im Anhang II des Übereinkommens zur Erhaltung wandernder wild lebender Tierarten (Bonner Konvention/CMS) und im Anhang II des Abkommens zur Erhaltung der afrikanisch-eurasischen wandernden Wasservögel (AEWA) gelistet. In Deutschland gilt sie gemäß der Anlage 1 zur Bundesartenschutzverordnung als streng geschützte Art.
Konkrete Schutzmaßnahmen sind das Einzäunen und die Überwachung von Brutplätzen sowie das Aufstellen von Hinweisschildern, was den Bruterfolg an Sandstränden deutlich erhöht, insbesondere, wenn dies gleich zu Beginn der Brutzeit durchgeführt wird. Als erfolgreich haben sich auch die Schaffung künstlicher Nisthilfen wie spärlich bewachsener kleiner Inseln oder Brutflößen sowie Erosions- und Hochwasserschutz an den Brutplätzen erwiesen. Im australischen New South Wales sind als weitere Schutzmaßnahmen die Beseitigung höherer Vegetation, die Errichtung künstlicher Unterschlüpfe für die Küken, die Vertreibung der Zwergseeschwalben von gefährdeten Brutplätzen, Aufklärungskampagnen bei den Einwohnern und Touristen, ein Verbot von Geländefahrzeugen und Hunden an den Brutplätzen sowie ein umfassender Schutz vor Prädatoren durch Vertreibung, Umsiedlung oder Ausrottung geplant.

## Namensgeber für Asteroiden
Der am 25. März 1971 entdeckte Asteroid (8594) Albifrons wurde nach dem wissenschaftlichen Artnamen der Zwergseeschwalbe benannt.